# Monthermé
Monthermé est une commune française, située dans le département des Ardennes en région Grand Est.
Les habitants de la ville de Monthermé sont appelés « Baraquins ». Ce nom aurait pour origine les habitants des quelques maisons ouvrières situées en bord de Semoy près d'un ancien moulin, à l'entrée de la voie trans-semoysienne. On les appelait « ceux des baraques ». D'après quelques anciens, ce n'est que dans les années 1950 que le nom de Baraquin s'est généralisé à toute la population.
En février 2024, Monthermé est choisi pour représenter la région Grand Est lors du concours « Le Village Préféré des Français » présenté par Stéphane Bern sur France 3, terminant à la 5e place lors de l'émission du 11 juillet 2024.

## Géographie

### Localisation
Située dans le massif de l'Ardenne, la commune de Monthermé s'est développée de part et d'autre d'un méandre de la Meuse et d'un de ses principaux affluents, la Semoy.
L'altitude minimum de la ville se situe au niveau de la mairie : 127 m et le maximum sur le plateau des « Hauts-Buttés » : 487 m.

### Communes limitrophes
| Revin   | Hargnies        | Thilay     |
| Laifour | Monthermé       | Thilay     |
| Deville | Bogny-sur-Meuse | Tournavaux |

### Géologie et relief

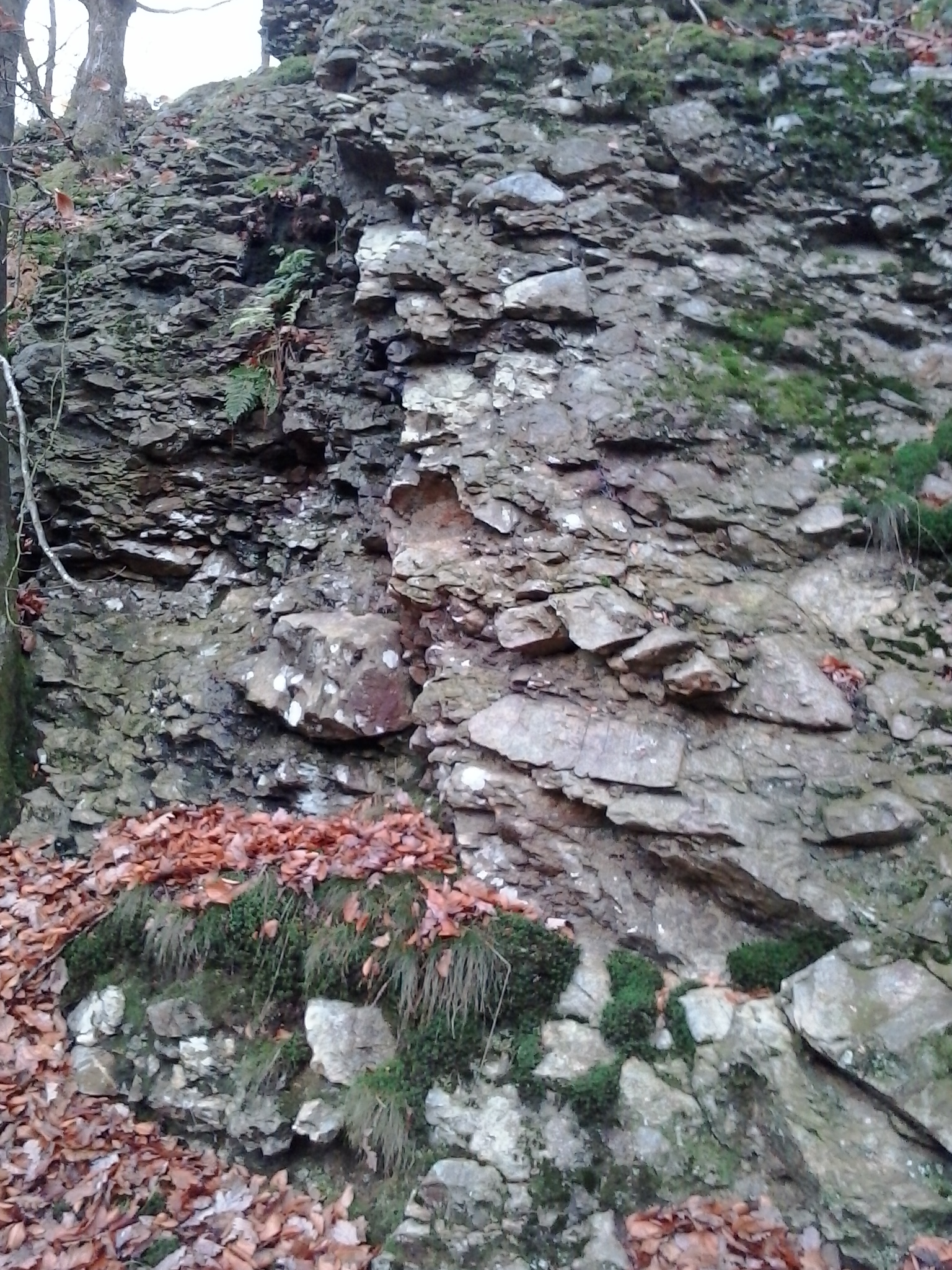
Poudingue de Fépin au lieu-dit de la Roche aux Corpias.

Sur le plan géologique, Monthermé se situe en limite du Cambrien et du Dévonien, marqué dans cette partie de l'Ardenne par un conglomérat, relique d'un cordon littoral appelé le poudingue de Fépin. On peut observer celui-ci au lieu-dit de la Roche aux Corpias.
La commune est classée en zone de sismicité 2, correspondant à une sismicité faible.

### Hydrographie
La commune est dans le bassin versant de la Meuse au sein du bassin Rhin-Meuse. Elle est drainée par la Meuse, le canal de l'Est Branche-Nord, la Semoy, le ruisseau de la Faligee, le ruisseau des Manises, le ruisseau de Hutin, le ruisseau la Lyre et le ruisseau de la Pilette,.
La Meuse, d'une longueur de 486 km dans sa partie française, est un fleuve européen qui prend sa source en France, dans la commune du Châtelet-sur-Meuse, à 409 mètres d'altitude, et se jette dans la mer du Nord après un cours long d'approximativement 950 kilomètres traversant la France, la Belgique et les Pays-Bas. Elle traverse la commune sur une longueur d'environ 6,5 km, formant un méandre enserrant le quartier des Écaillettes, constituant un site remarquable dénommé la « boucle de Monthermé ».
Le canal de l'Est Branche-Nord, d'une longueur de 141 km, est un chenal et un cours d'eau naturel navigable qui relie Givet à Troussey, où il rejoint le canal de la Marne au Rhin. Il se superpose, dans la commune, à la Meusesur une longueur d'environ 3,2 km.
La Semoy, d'une longueur de 210 km, prend sa source dans la commune de Arlon et se jette  dans la Meuse sur la commune, après avoir traversé cinq communes françaises.

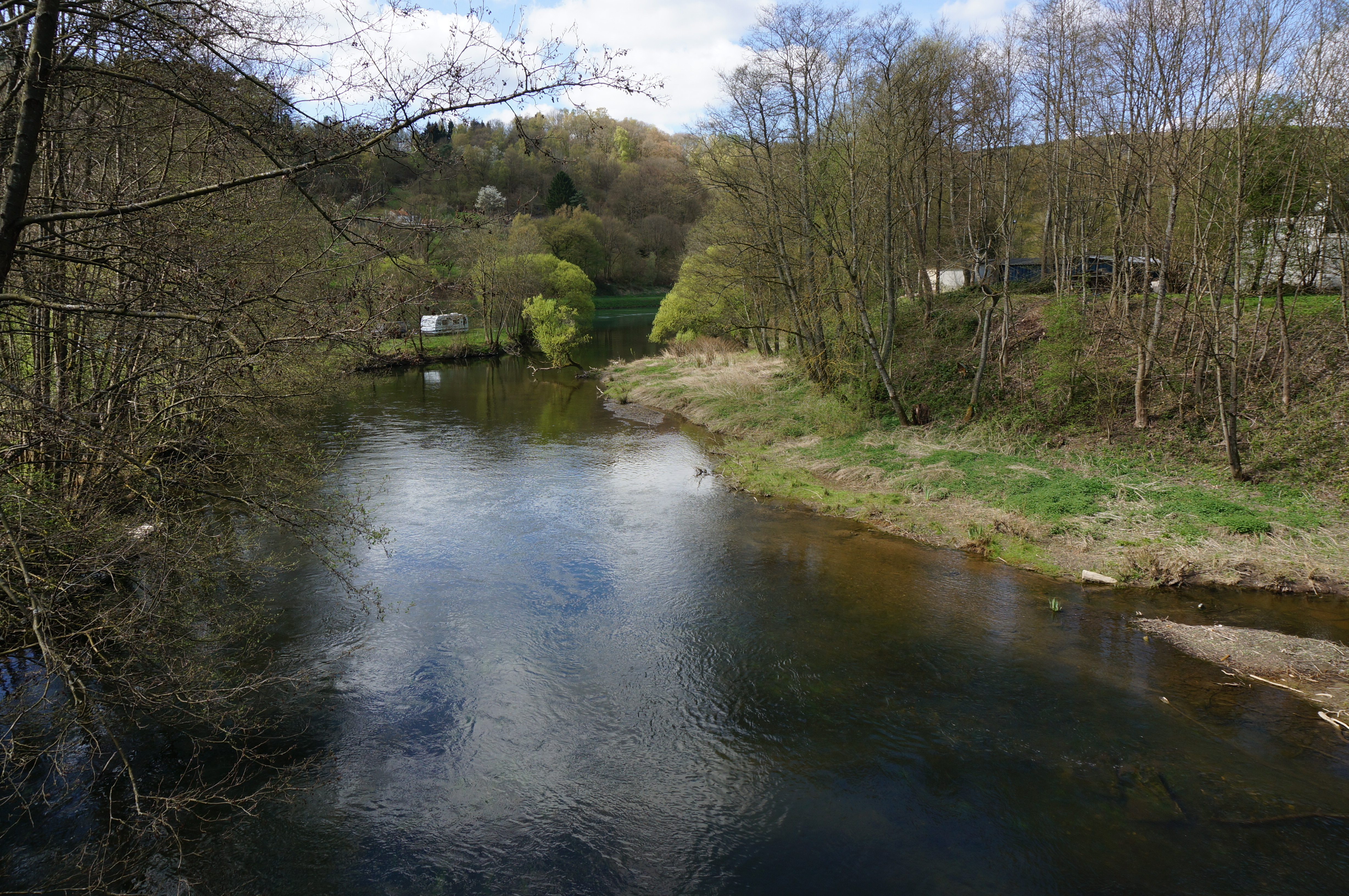
Confluence de la Meuse et de la Semoy au camping du Port-Diseur.
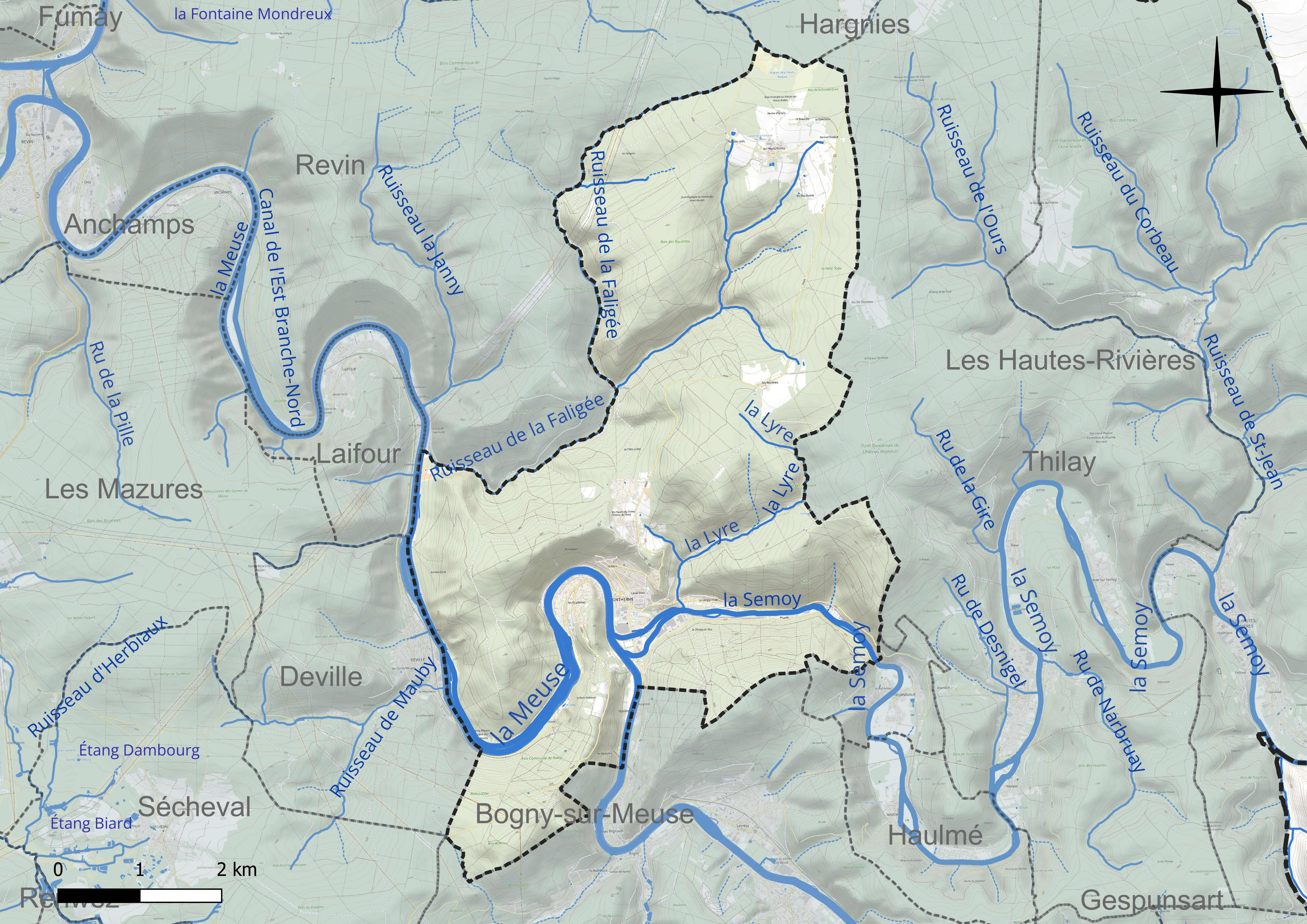
Réseau hydrographique de Monthermé.

### Climat
Pour des articles plus généraux, voir Climat du Grand Est et Climat des Ardennes.
En 2010, le climat de la commune est de type climat de montagne, selon une étude du Centre national de la recherche scientifique s'appuyant sur une série de données couvrant la période 1971-2000. En 2020, Météo-France publie une typologie des climats de la France métropolitaine dans laquelle la commune est exposée à un climat océanique altéré et est dans la région climatique Lorraine, plateau de Langres, Morvan, caractérisée par un hiver rude (1,5 °C), des vents modérés et des brouillards fréquents en automne et hiver.
Pour la période 1971-2000, la température annuelle moyenne est de 9,8 °C, avec une amplitude thermique annuelle de 15,3 °C. Le cumul annuel moyen de précipitations est de 998 mm, avec 13,9 jours de précipitations en janvier et 9,8 jours en juillet. Pour la période 1991-2020, la température moyenne annuelle observée sur la station météorologique de Météo-France la plus proche, « Charleville-Méz. », sur la commune de Charleville-Mézières à 13 km à vol d'oiseau, est de 9,9 °C et le cumul annuel moyen de précipitations est de 928,4 mm. 
La température maximale relevée sur cette station est de 39,2 °C, atteinte le 25 juillet 2019 ; la température minimale est de −17,5 °C, atteinte le 1er janvier 1997,,.
Les paramètres climatiques de la commune ont été estimés pour le milieu du siècle (2041-2070) selon différents scénarios d'émission de gaz à effet de serre à partir des nouvelles projections climatiques de référence DRIAS-2020. Ils sont consultables sur un site dédié publié par Météo-France en novembre 2022.

#### Relevés météorologiques
L'historique de relevés allant de l'an 2000 à 2012 font apparaître les caractéristiques suivantes :
- Journée la plus pluvieuse : 16 décembre 2011 (60 mm)
- Température minimale la plus basse : les 7 et 11 février 2012 (−13 °C)
- Température maximale la plus haute : les 4, 19, 21, 26 juillet 2006 (36 °C)
- Mois le moins pluvieux : juin 2000 avec (7 mm)
- Mois le plus pluvieux : février 2001 (308 mm)
- Mois le plus froid : janvier 2009 (−3,5 °C)
- Mois le plus chaud : août 2003 (29,8 °C)

#### Précipitations
|                                     | Printemps | Été    | Automne | Hiver  |
| Années 2000-2011 moyenne des 12 ans | 264 mm    | 303 mm | 283 mm  | 398 mm |
| ----------------------------------- | --------- | ------ | ------- | ------ |

##### Précipitations annuelles
| Années | 2000  | 2001  | 2002  | 2003  | 2004  | 2005 | 2006  | 2007  | 2008  | 2009  | 2010  | 2011  | 2012  | 2013  | 2014  | 2015  | 2016  | 2017  | 2018  | 2019  | 2020  | 2021  | 2022 | 2023 | 2024  |  |
| ml/m2  | 1 145 | 1 394 | 1 544 | 1 052 | 1 186 | 882  | 1 304 | 1 620 | 1 347 | 1 254 | 1 110 | 1 039 | 1 428 | 1 200 | 1 118 | 1 083 | 1 162 | 1 219 | 1 118 | 1 307 | 1 251 | 1 210 | 885  |      | 1 385 |  |
| ------ | ----- | ----- | ----- | ----- | ----- | ---- | ----- | ----- | ----- | ----- | ----- | ----- | ----- | ----- | ----- | ----- | ----- | ----- | ----- | ----- | ----- | ----- | ---- | ---- | ----- |  |

,.

#### Températures moyennes par saison météorologique ou climatique
| Années 2002-2012 moyenne des 11 ans | Printemps boréal (1er mars - 31 mai) | Été boréal (1er juin - 31 août) | Automne boréal (1er septembre - 30 novembre) | Hiver boréal (1er décembre - 28 février) |
| Maximales                           | 16,9 °C                              | 24,6 °C                         | 15,5 °C                                      | 5,8 °C                                   |
| Minimales                           | 5,3 °C                               | 13,5 °C                         | 7,2 °C                                       | 0,5 °C                                   |
| ----------------------------------- | ------------------------------------ | ------------------------------- | -------------------------------------------- | ---------------------------------------- |

#### Précipitations et températures moyennes 2003 - 2022[22].
| Années 2003-2022  | Précipitations l/m² | Températures °C |
| Moyenne           | 1,21                |                 |
| Moyenne Maximales |                     | 15,89           |
| Moyenne Minimales |                     | 6,53            |
| ----------------- | ------------------- | --------------- |

### Voies de communication et transports

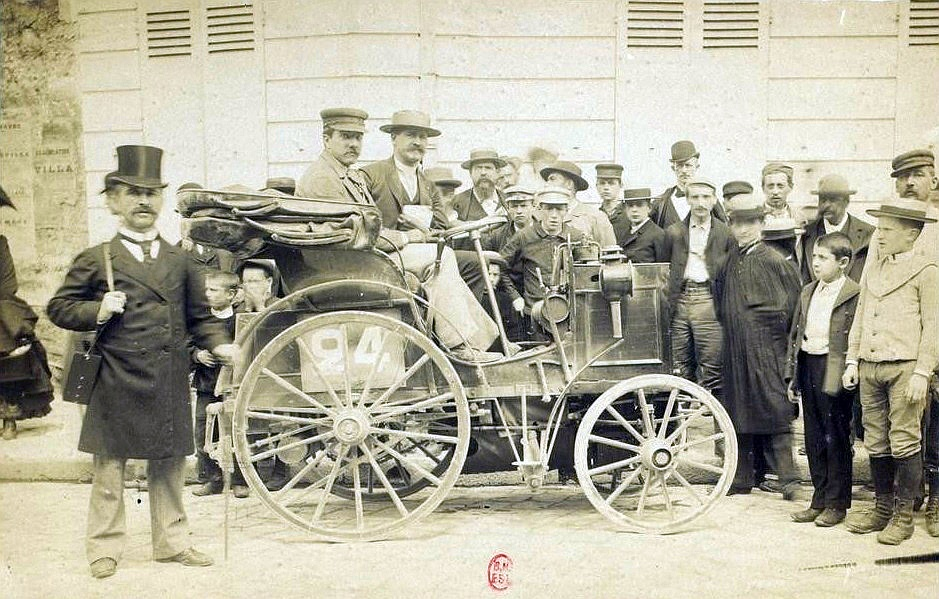
Premier volant automobile, concurrent no 24 de Paris - Rouen le 22 juillet 1894 - Alfred Vacheron de Monthermé (gazoline).

Monthermé est traversée par la D 1, reliant par la vallée de la Meuse Charleville-Mézières à Givet, cette voie est la principale voie de communication. La route D 989, relie par le plateau Charleville-Mézières à Vireux-Wallerand où elle rejoint la D 1, via Monthermé et Hargnies La D 31, rejoint depuis Monthermé la frontière belge, par la vallée de la Semoy française, via Thilay et Hautes-Rivières.
La commune de Monthermé est desservie par la ligne ferroviaire Charleville-Mézières - Givet.
La voie navigable Meuse (ancien canal de l'Est) emprunte le lit de la Meuse, voie navigable pour péniches et bateaux de plaisance qui peuvent bénéficier de son port.

## Urbanisme

### Typologie
Au 1er janvier 2024, Monthermé est catégorisée bourg rural, selon la nouvelle grille communale de densité à 7 niveaux définie par l'Insee en 2022.
Elle appartient à l'unité urbaine de Monthermé, une unité urbaine monocommunale constituant une ville isolée,. Par ailleurs la commune fait partie de l'aire d'attraction de Charleville-Mézières, dont elle est une commune de la couronne,. Cette aire, qui regroupe 132 communes, est catégorisée dans les aires de 50 000 à moins de 200 000 habitants,.

### Occupation des sols
L'occupation des sols de la commune, telle qu'elle ressort de la base de données européenne d’occupation biophysique des sols Corine Land Cover (CLC), est marquée par l'importance des forêts et milieux semi-naturels (85,4 % en 2018), en diminution par rapport à 1990 (86,4 %). La répartition détaillée en 2018 est la suivante : 
forêts (84,9 %), zones agricoles hétérogènes (3,6 %), prairies (3,5 %), eaux continentales (3 %), zones urbanisées (2,8 %), zones industrielles ou commerciales et réseaux de communication (0,9 %), zones humides intérieures (0,9 %), milieux à végétation arbustive et/ou herbacée (0,5 %). L'évolution de l’occupation des sols de la commune et de ses infrastructures peut être observée sur les différentes représentations cartographiques du territoire : la carte de Cassini (XVIIIe siècle), la carte d'état-major (1820-1866) et les cartes ou photos aériennes de l'IGN pour la période actuelle (1950 à aujourd'hui).

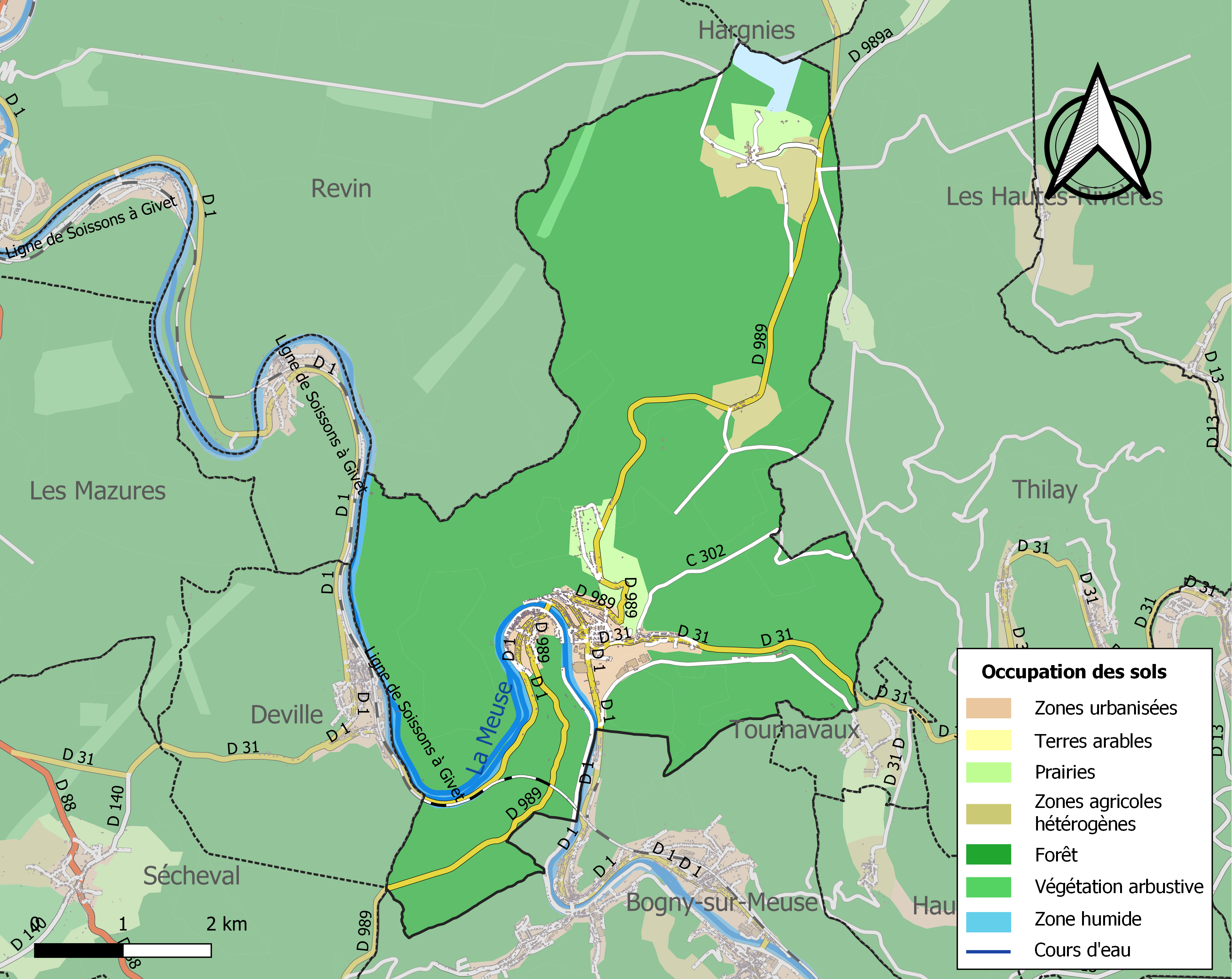
Carte des infrastructures et de l'occupation des sols de la commune en 2018 (CLC).

### Hameaux

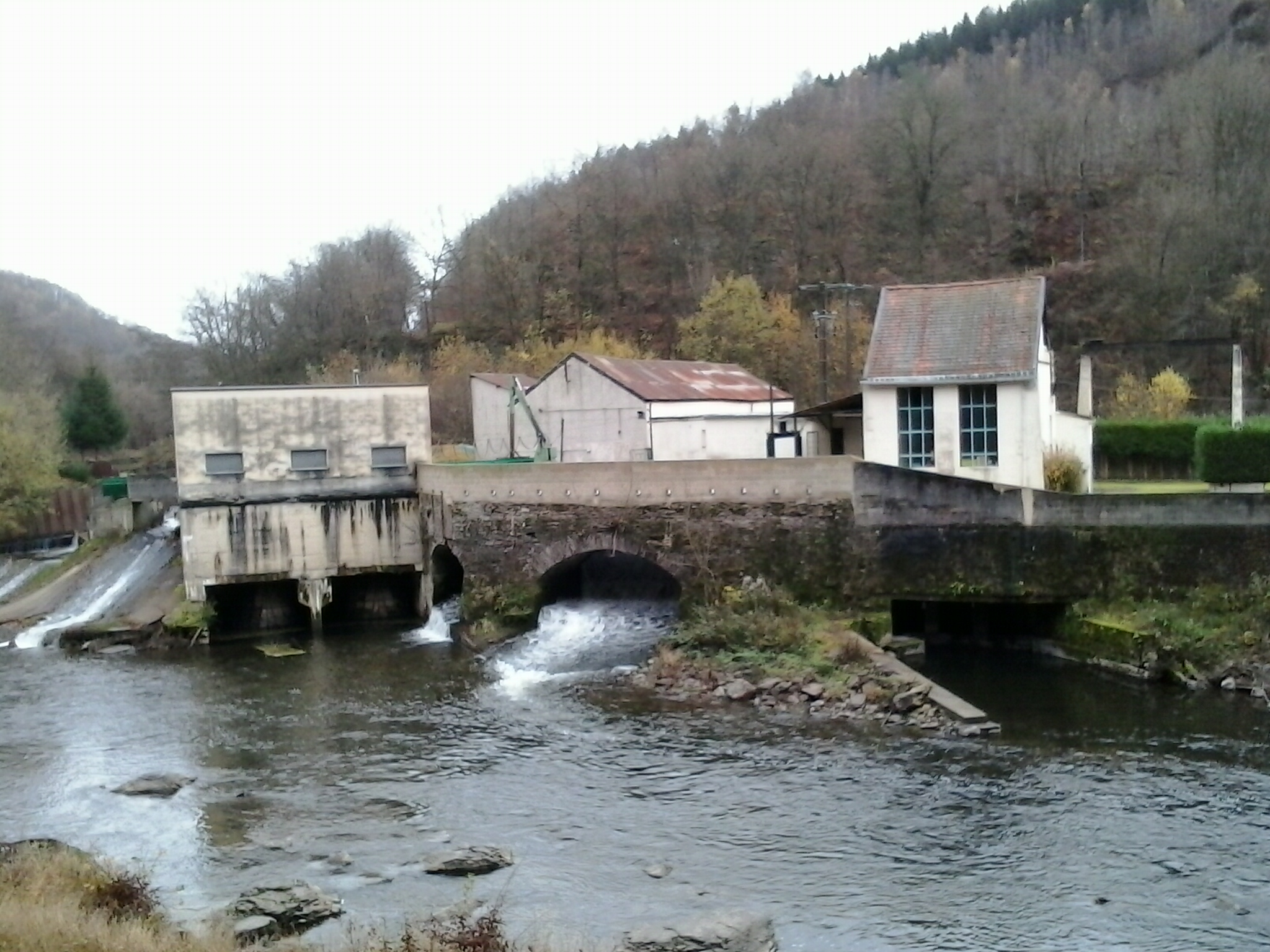
Barrage et rapides à Phade.

- Les Hauts-Buttés.
- Les Bas-Buttés.
- les Woiries.
- Phade.

## Histoire
La plus ancienne mention écrite connue à ce jour date de 1141 dans le cartulaire de Laval Dieu.
L'origine du nom de Monthermé, comme nous pouvons le lire en latin dans les anciennes chartes de l'abbaye de Laval Dieu est composé des mots mons et hermerius qui a pour origine un mot celtique hermes qui signifie « un lieu boisé qui n'appartient à personne ». Le mont hermes situé sur la rive gauche de la Meuse, ainsi nommé par les premiers habitants. Certains ont suggéré pour origine le Mont Ermel, nom emprunté au saint vénéré à Vireux. Mais le mot latin hermelius nous éloigne de hermerius qui se trouve dans tous les anciens écrits.
Au XIIe siècle, Ithier dit le Dévot, fonda plusieurs abbayes sur les terres qui lui appartenaient. Ainsi, il fonda en 1128, à Monthermé l'abbaye de Laval Dieu destinée à des chanoines réguliers de l'ordre de Prémontré sous le vocable de saint Remi au lieu-dit la Bouche de Semoy. Laval Dieu vient du latin Vallis Dei, la Vallée de Dieu.
C'est également de cette époque que sont datés les éléments les plus anciens de l'église Saint-Léger, paroisse du bourg.
Monthermé, qui fait partie de la châtellenie de Château Regnault, entre successivement dans la maison de Flandre, la maison de Bourgogne, de Guise puis de Conti laquelle la cède à Louis XIII en 1629.
Monthermé vit de l'exploitation de la forêt ainsi que de plusieurs ardoisières. L'année 1749 voit apparaître une verrerie à proximité de l'abbaye de Laval Dieu et, en 1865, on construit les premiers fours à puddler pour affiner la fonte. C'est sur ce secteur, situé entre la Meuse et la Semoy que se concentrent, encore aujourd'hui les principales industries de la commune.
De 1905 à 1914, Monthermé a été le siège de l'Union des syndicats ouvriers des Ardennes symbolisée encore aujourd'hui par la Maison du Peuple.

### Seconde Guerre mondiale

#### Objectif Monthermé
En vue de la bataille de France qu'ils s'apprêtent à déclencher le 10 mai 1940, les Allemands prévoient dans leur plan (Fall Gelb) que la zone de Monthermé soit l'un des trois points de passage de leurs Panzer-Divisionen sur la Meuse, sur laquelle repose la ligne principale de résistance prévue par le généralissime Maurice Gamelin ; c'est le XLI. Armee-Korps (mot.) de Georg-Hans Reinhardt qui doit passer dans le secteur de Monthermé. L'isthme de Monthermé constitue un point faible dans la défense française du secteur, affecté au II/42e demi-brigade de mitrailleurs coloniaux (II/42e DBMC) du commandant Verdier : le haut commandement a en effet tenu à ce que la défense s'appuie le long du cours d'eau, refusant, comme le voudrait Verdier, d'abandonner l'isthme en ne défendant que sa base. La défense de l'isthme (essentiellement 5e compagnie (lieutenant Barbaste) du II/42e DBMC) a donc du s'étaler tout le long de la Meuse (soit 9 000 m) au lieu d'être concentrée sur une portion réduite (1 200 m), ce qui avec le manque d'effectifs et de moyens, donne une défense légère dont ses sept blocs et deux tourelles mitrailleuses blindés ne peuvent se couvrir les uns les autres,. Le 12 mai 1940 à 7 h, après le repli des éléments de cavalerie situés sur la rive droite, le pont de Monthermé est détruit par les Français, cependant ses superstructures métalliques émergent de la Meuse.

#### Les Allemands passent la Meuse et prennent Monthermé le 13 mai 1940
Les Allemands de l'une des deux Panzer-Divisionen du XLI. Armee-Korps (mot.), la 6e Panzerdivision de Werner Kempf, arrivent sur la rive droite du fleuve à Monthermé le 13 mai 1940 et ils investissent immédiatement les habitations de la rive droite. Les mitrailleuses françaises réagissent et les empêchent de s'approcher plus du fleuve, ainsi que l'artillerie de 155 mm, celle-ci ne tirant que légèrement, ignorant l'importance des forces allemandes qui s'approchent et de l'attaque qu'ils préparent. Les chars de la 6e Panzerdivision arrivent à leur tour : les Panzer IV s'installent sur les hauteurs pour soutenir l'attaque tandis que les Panzer II et III, plus légèrement armés, attaqueront avec les fusiliers allemands. L'aviation allemande intervient également, succédant bombardements d'interdictions et de destructions,.
Après une préparation d'artillerie sur la presqu'île « qui ressemble maintenant à une chaudière », les fusiliers allemands du III./Schützen-Regiment 4 entament la traversée vers 15 h, en canots pneumatiques, de part et d'autre du pont détruit la veille. Les Allemands remarquent rapidement que les superstructures du pont, qui dépassent des eaux, peuvent permettre l'établissement d'une passerelle de fortune à l'abri des tirs français qui les gênaient jusque-là considérablement et fait échouer, dans le sang, leurs premières tentatives d'approche depuis les pentes de l'« enveloppe ». Devenus ainsi nombreux à être passés sur la rive gauche, les Allemands isolent et prennent à revers les positions françaises qui tombent les unes après les autres, les blocs étant orientés pour faire feu sur le fleuve, ils ne peuvent se défendre d'une attaque par la terre. Le lieutenant Barbaste communique alors à son supérieur « Situation désespérée. Décide de contre-attaquer avec éléments disponibles en direction de l'observatoire. PA 1, 2 et 3 doivent être tombés. Tiendrai jusqu'au bout ». Il trouve la mort au cours de cette action qui échoue. À 19 h, l'isthme est entièrement aux mains des Allemands. Dans le même temps, les Allemands se sont dirigés vers la base de l'isthme, où se trouve la ligne intermédiaire, initialement défendue par la 4e compagnie du II/42e DBMC. Ils l'attaquent au soir mais sans succès. Dans la nuit du 13 au 14, un coup au but de l'artillerie française touche finalement la passerelle mais elle sera remise en état.

#### 14 mai: les Allemands tenus en échec sur la ligne d'arrêt
Le 14 au matin, les combats reprennent sans résultats pour les Allemands mais les défenseurs sont également épuisés et à court de ravitaillement. Le III/248e régiment d'infanterie (III/248e RI, commandant Le Coroller) arrive en renfort mais ne peut monter en première ligne à cause du jour, les hommes de ce bataillon reçoivent finalement l'ordre de contre-attaquer mais « le combat en sous-bois les déroute [...] ils sont pris de panique et fuient » ; les artilleurs envoyés en renfort se replient intempestivement et également le II/248e RI dont « les hommes, les officiers même, refluent ». Les malgaches du II/42e DBMC sont « démoralisés d'avoir vu leurs camarades du 248 refuser de les aider, de les soutenirs ». Cependant, au soir du 14, les Allemands n'ont pas réussi à percer la défense française grâce à l'artillerie qui empêche toute traversée.

#### 15 mai 1940: les Allemands percent
Dans la nuit du 14 au 15, le Pionier-Bataillon 57 met en service un pont, les chars peuvent ainsi passer sur l'autre rive et dès l'aube la 1./Panzer-Regiment 11 peut lancer une attaque avec le II./Schützen-Regiment 4. Manquant d'armes antichars et d'hommes (10 000 soldats de la 102e DIF ayant battu en retraite, la 61e DI connaissant un destin similaire), la défense cède enfin, la Kampfgruppe Esebeck fonce alors vers Montcornet qu'elle atteint dans l'après-midi, faisant de très nombreux prisonniers. Le plan Dyle qui prévoyait de livrer la bataille décisive qui aurait dû stopper l'invasion allemande en Belgique ne sera ainsi jamais mis en œuvre.

### Témoignage
« La Meuse serpente lentement au milieu de vallées calmes et fertiles qu'entrecoupent des rangées de peupliers et de saules ; ailleurs elle réfléchit les vertes ombres des collines. plus loin, elle se rétrécit et s'enfonce brusquement dans une gorge étroite, et en passant, entoure comme une presqu'ile ce mont arrondi qui domine Monthermé. La Meuse est à la fois pour ce bourg si pittoresquement situé, un chemin rapide et laborieux qui l'enrichit, et un spectacle animé qui le distrait de la vue un peu monotone d'une chaine de hauts rochers dressés entre lui et l'horizon comme un rempart infranchissable ; elle transporte les ardoises et les écorces de chêne, fortune du pays ; elle baigne les jolies maisonnettes, les vergers, les jardins, les champs du bourg. Du sommet de la montagne on n'aperçoit d'abord qu'un gouffre aride, silencieux, inanimé ; on se croirait dans un désert si l'on ne voyait quelques lourds bateaux descendre ou remonter la rivière. Les maisons sont construites de fortes pierres rougeatre et violette ; les toitures sont couvertes de belles ardoises et un pont suspendu en fer unit les deux rives. la population se compose de 1800 habitants actifs et laborieux. C'est seulement dans la saison où l'on récolte l'écorce de chêne que Monthermé ressemble à ces petits bourgs muets et endormis. À cette époque de l'année, hommes, femmes, enfants abandonnent leurs habitations, gravissent les flancs des rochers, fourmillent dans les taillis et dépouillent à l'envi les arbres de leur rude vêtement. De hardis bucherons suspendus à une corde frappent de la hache les chênes isolés... Les habitants de Monthermé se nourrissent de pommes de terre, de pain de seigle et surtout de café au lait. On évalue que chaque travailleur en consomme près de deux litres par jour en trois repas... »

— Article paru dans le  Magasin pittoresque de 1852.

### Exode des habitants de Monthermé
Entre le 10 et le 15 mai 1940, les Ardennais sont évacués vers la Vendée et les Deux-Sèvres. Les autorités préfectorales avaient décrété que les habitants de Monthermé soient dirigés vers Saint-Jean-de-Monts, Fromentine, Notre-Dame-de-Monts, Beauvoir-sur-Mer et L'Île-d'Yeu.

### 1944
Les maquis se battaient dans la région dans le cadre de la Mission Citronelle, Judex empêchait avec ses hommes la destruction du pont de chemin de fer à la gare en septembre 1944.

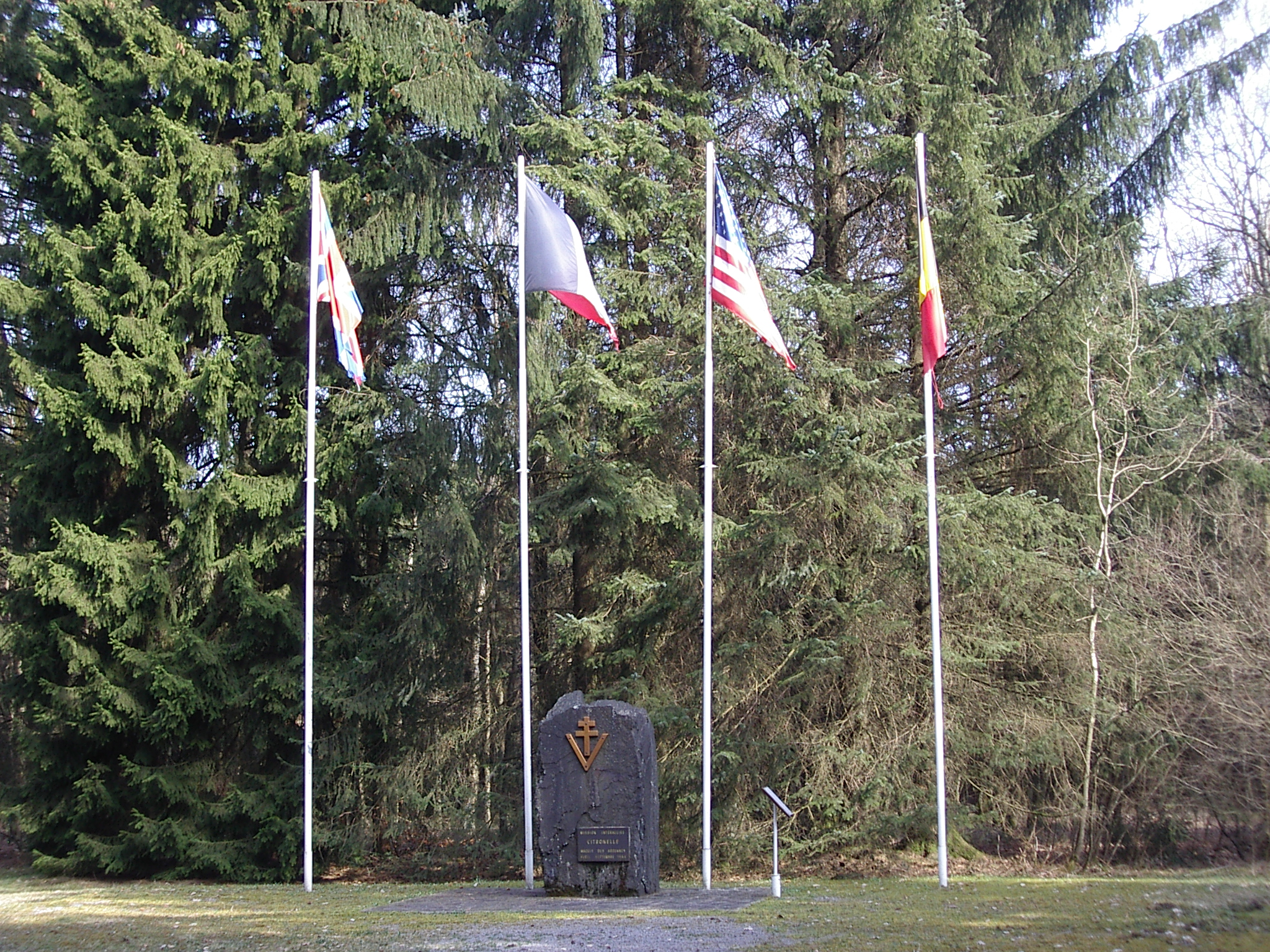
Mémorial de la mission citronelle, les Hauts-Buttés.

## Politique et administration

### Intercommunalité
Au niveau intercommunal, Monthermé est membre de la communauté de communes Meuse et Semoy puis en 2017, les communautés de communes Portes de France et Meuse et Semoy fusionnent pour former la nouvelle communauté de communes Vallées et Plateau d'Ardenne.

### Tendances politiques et résultats
Lors des élections municipales de mars 2014, Alain Bernard menait la liste sortie en tête du scrutin sous l’étiquette LDVG.

#### Résultats du second tour des élections régionales du 13 décembre 2015
Participation : 54,79 %
- Florian Philippot liste du Front national : 41,38 %
- Philippe Richert liste d'Union de la droite : 32,76 %
- Jean-Pierre Masseret liste divers gauche : 25,86 %

Monthermé fait partie du département Ardennes qui fait partie de la région Grand Est qui comptera 169 conseillers au sein de son conseil régional. Cette nouvelle assemblée se réunira le 4 janvier 2016 à Strasbourg.

#### Résultats du second tour des élections présidentielles du 7 mai 2017
Participation : 75,23 % 
- Marine Le Pen (Front national) : 52,5 %
- Emmanuel Macron (En Marche!) : 47,5 %
- Vote blanc : 8,15%[50].

#### Résultats du second tour des élections législatives du 11 juin 2017
Participation : 40,89 %
- Pierre Cordier (Les Républicains) : 57,29 %
- Mario Iglesias (En marche !) : 42,71 %
- Votes blancs : 7,90 %
- Votes nuls : 3,50 %[51]

Récapitulatif des résultats électoraux récents
| Scrutin             | 1er tour | 1er tour | 1er tour  | 1er tour  | 1er tour  | 1er tour  | 1er tour  | 1er tour  | 2d tour     | 2d tour     | 2d tour     | 2d tour     | 2d tour     | 2d tour     |
| Scrutin             | 1er      | %        | 2e        | %         | 3e        | %         | 4e        | %         | 1er         | %           | 2e          | %           | 3e          | %           |
| Municipales 2014    | DVG      | 100      | Pas de 2e | Pas de 2e | Pas de 3e | Pas de 3e | Pas de 4e | Pas de 4e | Tour unique | Tour unique | Tour unique | Tour unique | Tour unique | Tour unique |
| Européennes 2014    | FN       | 35,23    | PS        | 16,75     | UMP       | 15,54     | FG        | 12,09     | Tour unique | Tour unique | Tour unique | Tour unique | Tour unique | Tour unique |
| Régionales 2015     | FN       | 42,43    | PS        | 19,86     | LR        | 17,00     | FG        | 7,14      | FN          | 41,38       | LR          | 32,76       | PS          | 25,86       |
| Présidentielle 2017 | FN       | 36,83    | LFI       | 22,29     | EM        | 18,98     | LR        | 9,94      | FN          | 52,50       | EM          | 47,50       | Pas de 3e   | Pas de 3e   |
| Législatives 2017   | LR       | 23,77    | LREM      | 22,16     | PS        | 20,56     | FN        | 17,22     | LR          | 57,29       | LREM        | 42,71       | Pas de 3e   | Pas de 3e   |
| Européennes 2019    | RN       | 39,11    | LREM      | 14,27     | LFI       | 8,66      | EELV      | 8,03      | Tour unique | Tour unique | Tour unique | Tour unique | Tour unique | Tour unique |
| Municipales 2020    | DVG      | 100      | Pas de 2e | Pas de 2e | Pas de 3e | Pas de 3e | Pas de 4e | Pas de 4e | Tour unique | Tour unique | Tour unique | Tour unique | Tour unique | Tour unique |
| Régionales 2021     | LR       | 34,09    | RN        | 24,75     | EELV      | 12,88     | LFI       | 10,61     | LR          | 43,78       | RN          | 27,98       | EELV        | 22,02       |
| Présidentielle 2022 | RN       | 41,47    | LREM      | 19,96     | LFI       | 16,15     | REC       | 5,90      | RN          | 64,94       | LREM        | 35,06       | Pas de 3e   | Pas de 3e   |
| Législatives 2022   | LR       | 46,08    | RN        | 20,45     | NUPES     | 16,53     | LREM      | 11,62     | LR          | 73,06       | RN          | 26,94       | Pas de 3e   | Pas de 3e   |
| Européennes 2024    | RN       | 48,77    | RE        | 10,76     | PS        | 8,31      | LR        | 6,27      | Tour unique | Tour unique | Tour unique | Tour unique | Tour unique | Tour unique |
| Législatives 2024   | RN       | 41,68    | DVD       | 35,63     | NFP       | 13,76     | RE        | 8,01      | DVD         | 55,51       | RN          | 44,49       | Pas de 3e   | Pas de 3e   |
| ------------------- | -------- | -------- | --------- | --------- | --------- | --------- | --------- | --------- | ----------- | ----------- | ----------- | ----------- | ----------- | ----------- |

### Liste des maires

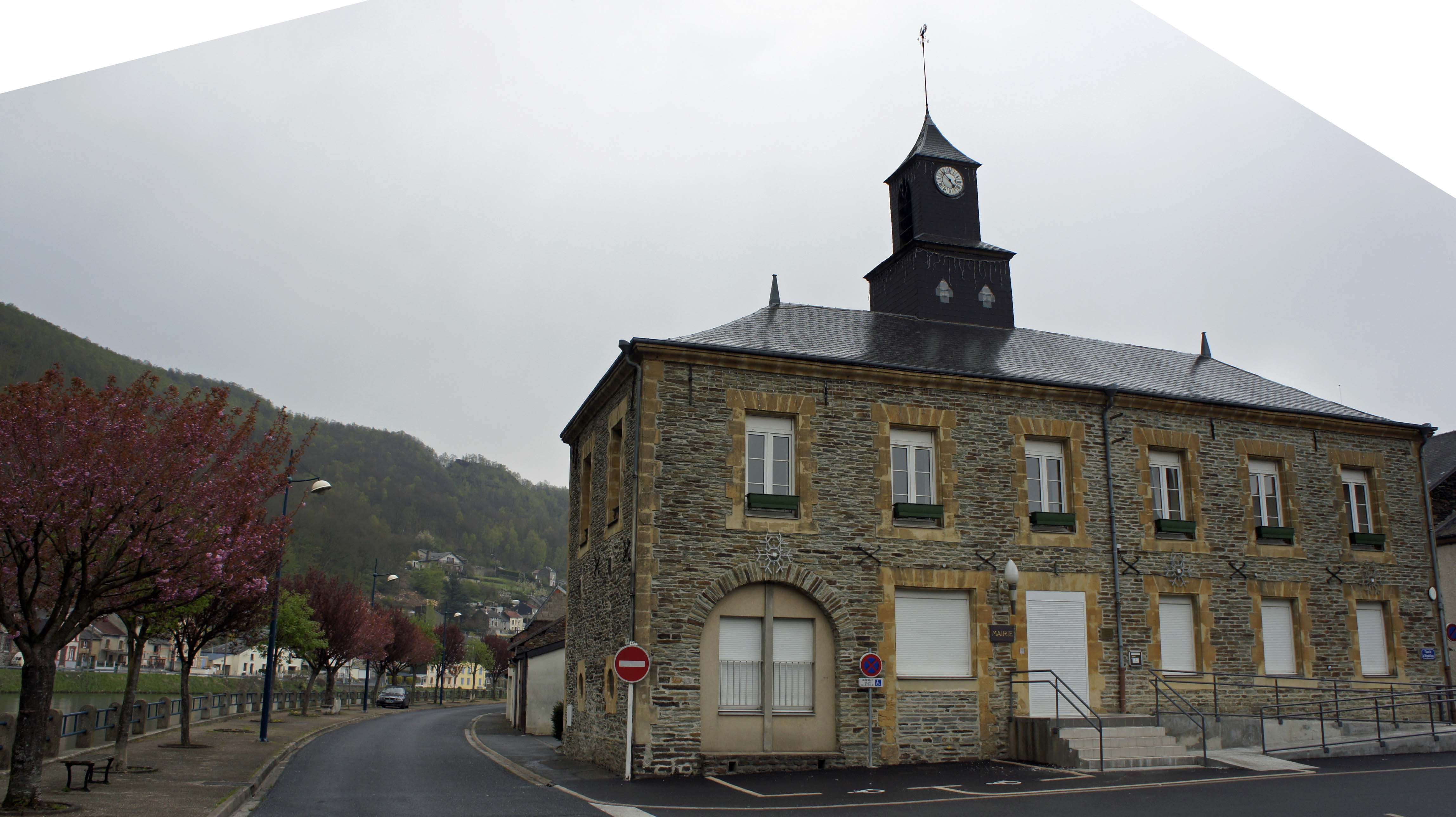
La mairie et le bord de Meuse.

| Période                                  | Période         | Identité          | Étiquette | Qualité                          |
| ---------------------------------------- | --------------- | ----------------- | --------- | -------------------------------- |
| juin 1829 ?                              | novembre 1830 ? | Jean Pierre Pihet |           |                                  |
| 1877                                     | ?               | Perlot            |           |                                  |
| 1919                                     | 1925            | Polydor Golinval  | SFIO      | Journalier puis cultivateur      |
| 1925                                     | 1929            | Paulin Renard     | SFIO PCF  | Ouvrier métallurgiste            |
| mars 1977                                | mars 1983       | André Gilquin     | DVG       |                                  |
| mars 1983                                | mars 1989       | Serge Gatier      |           |                                  |
| mars 1989                                | mars 2001       | Louis Keller      |           |                                  |
| mars 2001                                | mai 2020        | Alain Bernard     | PCF       | Retraité de la Fonction Publique |
| mai 2020                                 | En cours        | Catherine Joly    |           |                                  |
| Les données manquantes sont à compléter. |                 |                   |           |                                  |

### Politique environnementale
Monthermé a adhéré à la charte du parc naturel régional des Ardennes, à sa création en décembre 2011.

### Contexte socio-économique
En 2010, Monthermé comptait 2 459 habitants ;
- Densité de population : 76,84 habitants/km2 ;
- Taux de natalité : 11,20 pour mille habitants ;
- Nombre de personnes immigrées : 88 ;
- Taux de chômage : 19,90 % (moyenne nationale 9,08 %) ;
- Part des foyers fiscaux imposables : 42,10 % ;
- Foyers redevables de l'ISF : 0 ;
- Taux de cambriolage : 3,50 pour mille ;
- Taux d'agression : 5,91 pour mille[49].

## Population et société

### Démographie
L'évolution du nombre d'habitants est connue à travers les recensements de la population effectués dans la commune depuis 1793. Pour les communes de moins de 10 000 habitants, une enquête de recensement portant sur toute la population est réalisée tous les cinq ans, les populations de référence des années intermédiaires étant quant à elles estimées par interpolation ou extrapolation. Pour la commune, le premier recensement exhaustif entrant dans le cadre du nouveau dispositif a été réalisé en 2005.

En 2022, la commune comptait 2 155 habitants, en évolution de −7,79 % par rapport à 2016 (Ardennes : −2,97 %, France hors Mayotte : +2,11 %).
| 1793  | 1800  | 1806  | 1821  | 1831  | 1836  | 1841  | 1846  | 1851  |
| ----- | ----- | ----- | ----- | ----- | ----- | ----- | ----- | ----- |
| 1 520 | 1 396 | 1 425 | 1 379 | 1 660 | 1 620 | 1 976 | 2 126 | 2 299 |

| 1866  | 1872  | 1876  | 1881  | 1886  | 1891  | 1896  | 1901  | 1906  |
| ----- | ----- | ----- | ----- | ----- | ----- | ----- | ----- | ----- |
| 2 550 | 2 599 | 3 024 | 3 383 | 3 699 | 3 870 | 4 150 | 4 272 | 4 170 |

| 1911  | 1921  | 1926  | 1931  | 1936  | 1946  | 1954  | 1962  | 1968  |
| ----- | ----- | ----- | ----- | ----- | ----- | ----- | ----- | ----- |
| 4 456 | 3 621 | 3 842 | 3 889 | 3 705 | 3 018 | 3 468 | 3 589 | 3 212 |

| 1975  | 1982  | 1990  | 1999  | 2005  | 2006  | 2010  | 2015  | 2020  |
| ----- | ----- | ----- | ----- | ----- | ----- | ----- | ----- | ----- |
| 3 299 | 3 103 | 2 866 | 2 791 | 2 588 | 2 573 | 2 459 | 2 343 | 2 191 |

| 2022  | - | - | - | - | - | - | - | - |
| ----- | - | - | - | - | - | - | - | - |
| 2 155 | - | - | - | - | - | - | - | - |

### Enseignement
- École maternelle
- École primaire
- Collège

Lycée présent à environ 20 km, Charleville-Mézières et Revin

### Manifestations culturelles et festivités

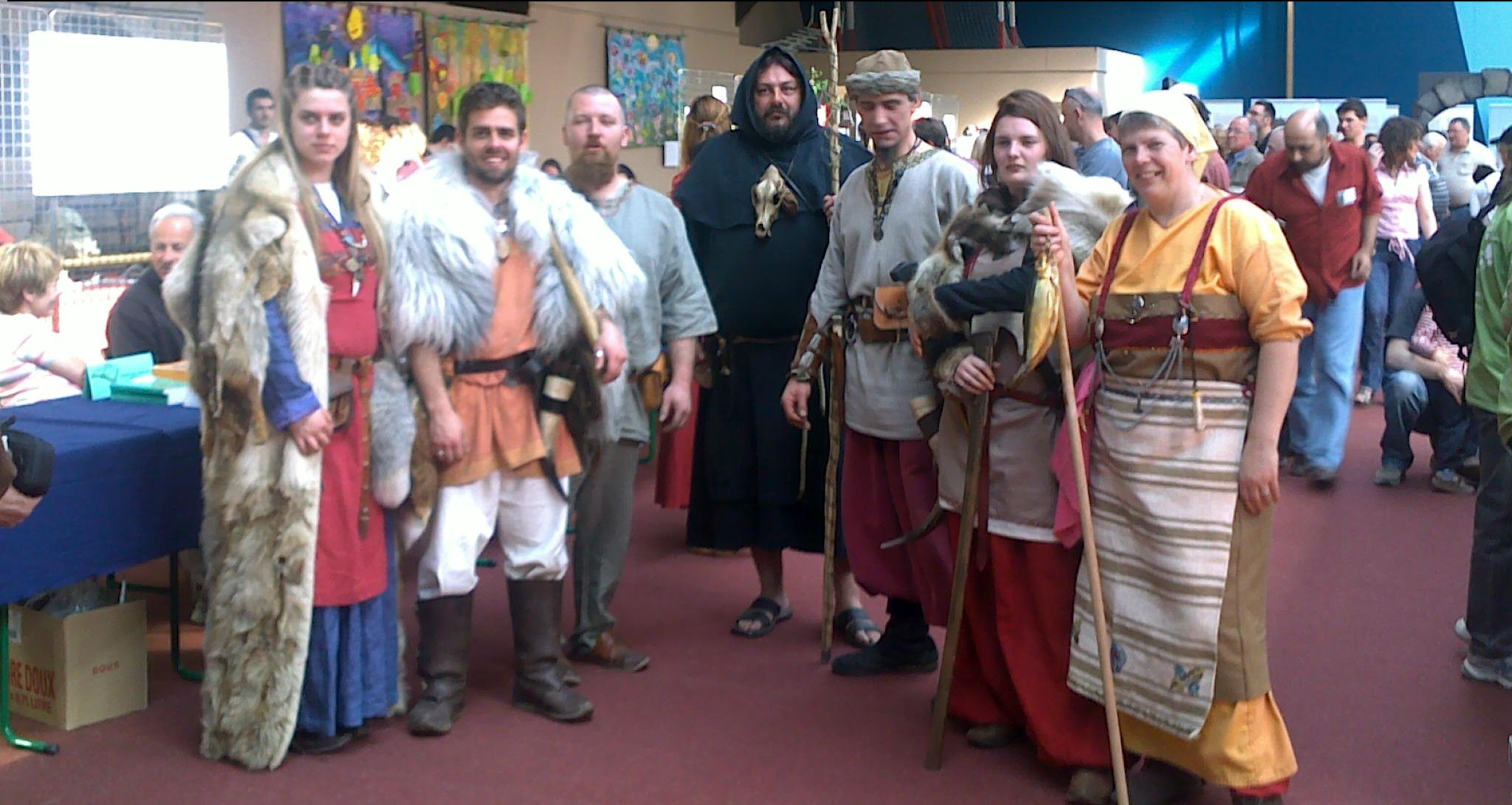
Un groupe de Vikings au Printemps des Légendes de Monthermé.

- Ville étape du Critérium international de la route jusqu'en 2009 :
  - Critérium international 2006
  - Critérium international 2007
  - Critérium international 2008
  - Critérium international 2009
- Le Printemps des Légendes, un festival bisannuel consacré au légendaire et à la féerie. La première édition date du 21 mars 2009.
- Fête du café le 17 juillet.
- Festival Rock le 29 juin 2013.

### Santé
- Cabinet médical
- Cabinet infirmier
- Masseur kinésithérapeute
- 2 pharmacies
- 1 Maison de retraite « Les Résidences Saint-Antoine », écart des Hauts-Buttés.

Hôpital le plus proche
Hôpital de Manchester à Charleville-Mézières (20 km)

### Sports

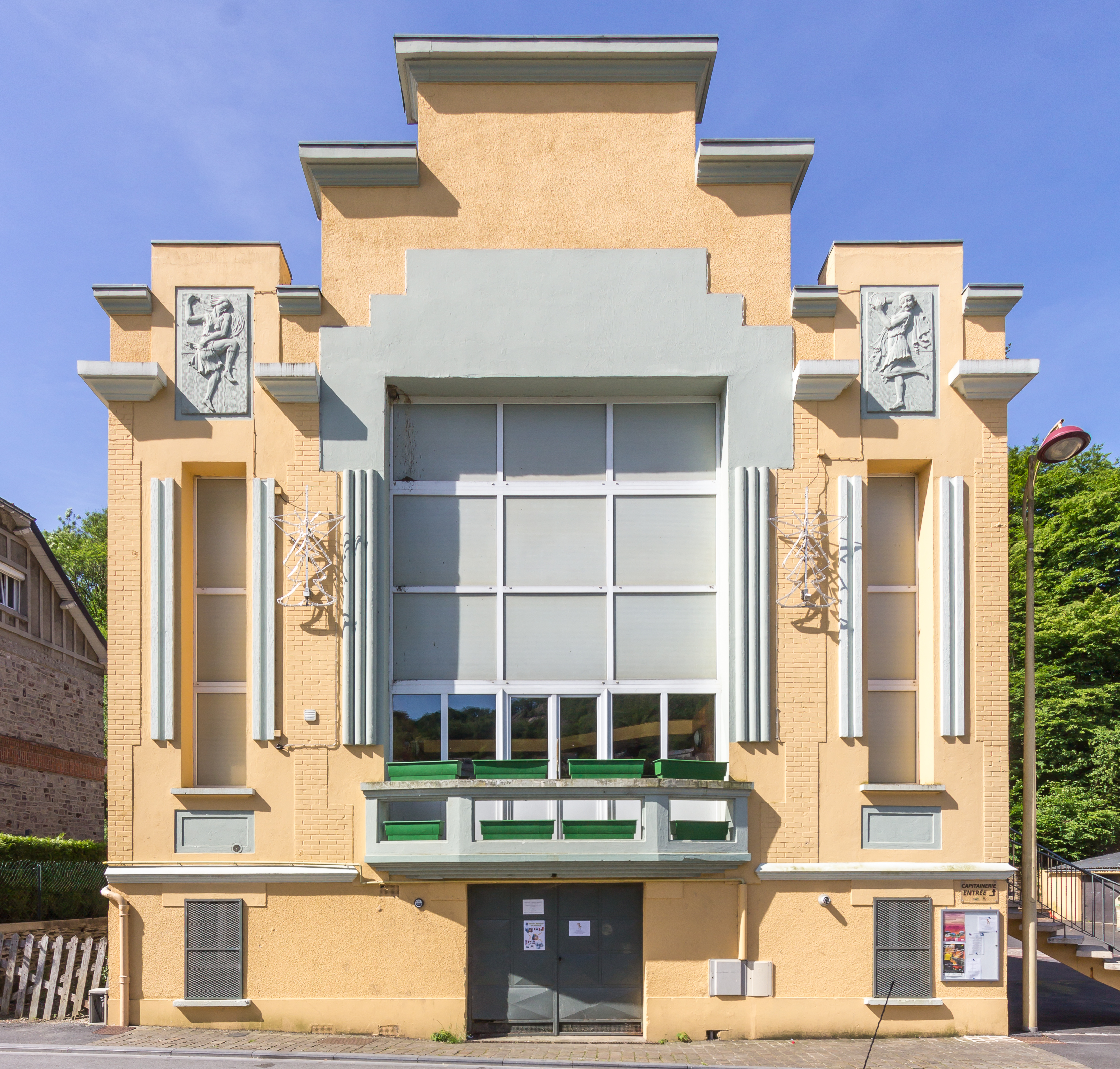
Salle de fêtes.

- Salle de fêtes
- Salle de sport polyvalente
- Terrain de football
- Terrain de pétanque
- VTT
- Culturisme

## Économie

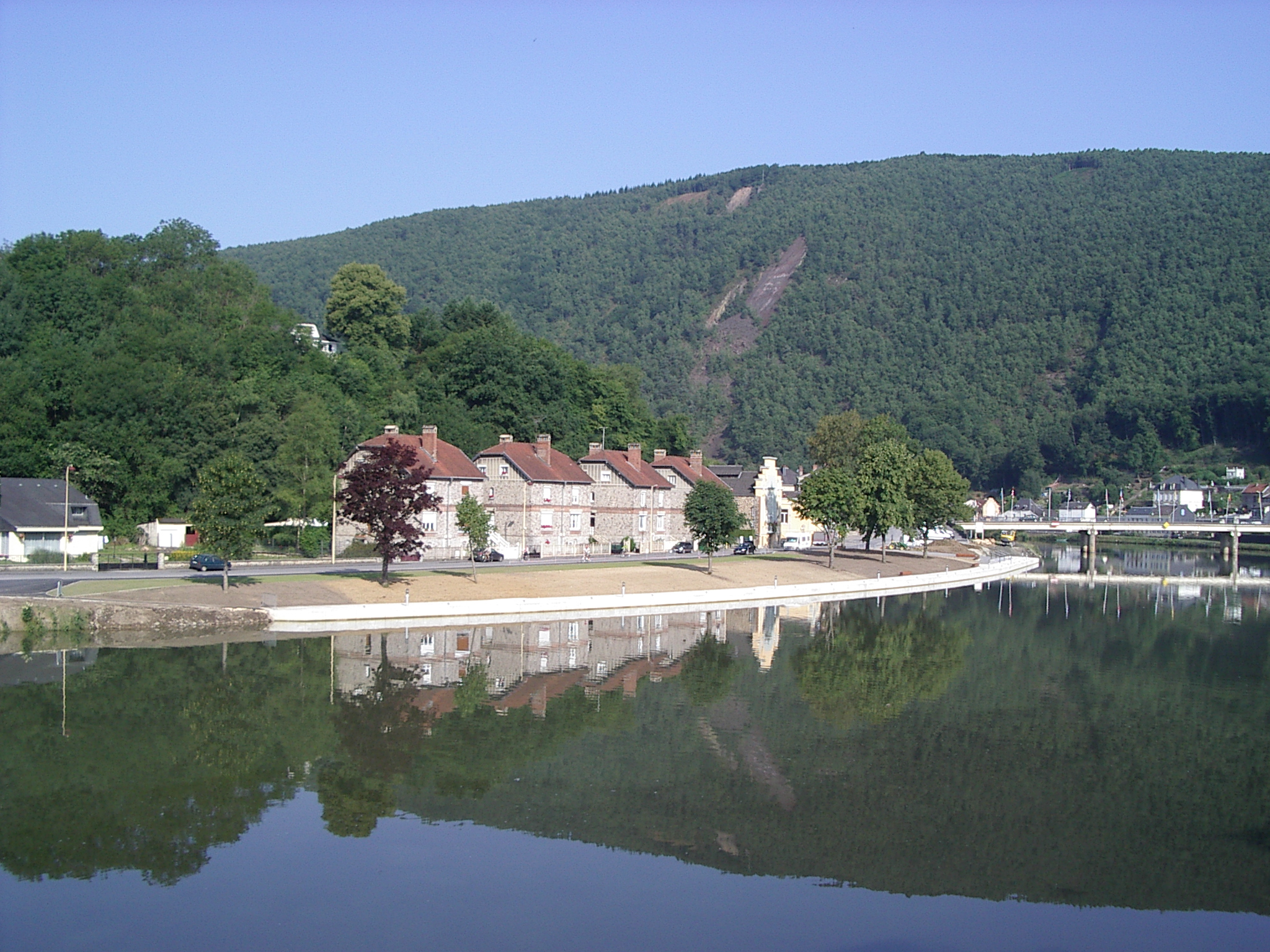
Port fluvial (12 juillet 2013).

Monthermé a vécu de l'exploitation de la forêt ainsi que de l'ardoise. Au Moyen Âge se pratique l'« essartage », défrichement pour mise en culture.
À partir du XIIe siècle, diverses carrières et ardoisières sont exploitées employant une nombreuse main d'œuvre. Bénéficiant du trafic fluvial, exploitées pendant près de huit siècles elles sont fermées dans les années 1930/1940.
Le XVIe siècle voit apparaître les « boutiques » de forgerons, néanmoins l'exploitation forestière reste très active. L'année 1749 voit apparaître une verrerie à proximité de l'abbaye de Laval-Dieu qui reste active jusqu'en 1846.
Le XIXe siècle, apporte la révolution industrielle et l'apparition de la métallurgie.
Le chemin de fer est installé dans la vallée et permet le développement rapide des échanges et l'essor des entreprises. Les « boutiques » sont remplacées par les usines : fonderie, emboutissage, estampage et tôlerie. Néanmoins, les conditions de travail sont dures et les salaires bas.
De 1905 à 1914, Monthermé est le siège de l'« Union des syndicats ouvriers des Ardennes », le syndicat de la métallurgie s'organise autour de Théophile Sauvage ; la coopérative ouvrière « La Ménagère » est créée ainsi que « La Maison du Peuple », première bourse du travail des Ardennes, fondée en 1911.

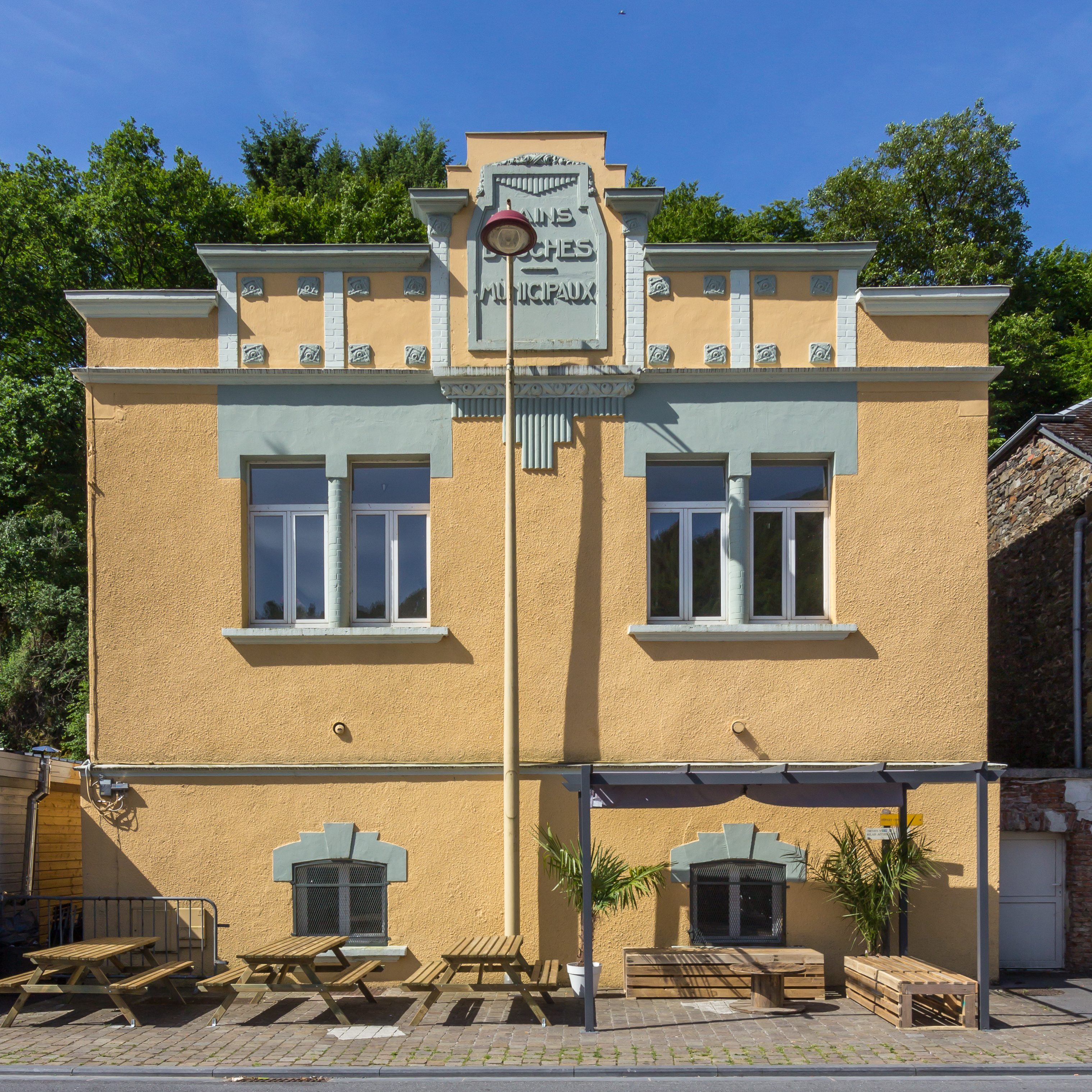
Anciens bains-douches municipaux.

Monthermé a été un important centre industriel de la vallée de la Meuse et de la Semoy durant la fin du XIXe siècle et le début du XXe siècle : des scieries, des forges et une industrie verrière s'y sont développées en grande partie grâce aux transports fluviaux et ferroviaires, mais son activité a fortement décliné après les années 1970. Il reste aujourd'hui :
- forge et estampage (SEFAC) ;
- transformation des métaux (Plafometal) ;
- exploitation forestière ;
- ébénisterie ;
- tourisme :
  - 1 aire d'accueil camping-car
  - 3 campings : Port diseur, l'Echina , Rapides de Phades 
  - 1 port de plaisance (Pavillon bleu).

## Transport
Un quai pour le port a été réalisé sur la rive gauche de la Meuse. Il permet d'accoster sur 174 m ; labellisé « port exemplaire », il devrait contribuer à l'essor du tourisme fluvial.
Le 6 mai 2014, les ports de plaisance de Monthermé obtiennent le Pavillon Bleu.
Les routes départementales D 1, D 31 et D 989 desservent Monthermé, ville qui possède aussi la gare de Monthermé de la ligne qui va de Charleville à Givet.

## Culture locale et patrimoine

### Lieux et monuments

#### Points de vue

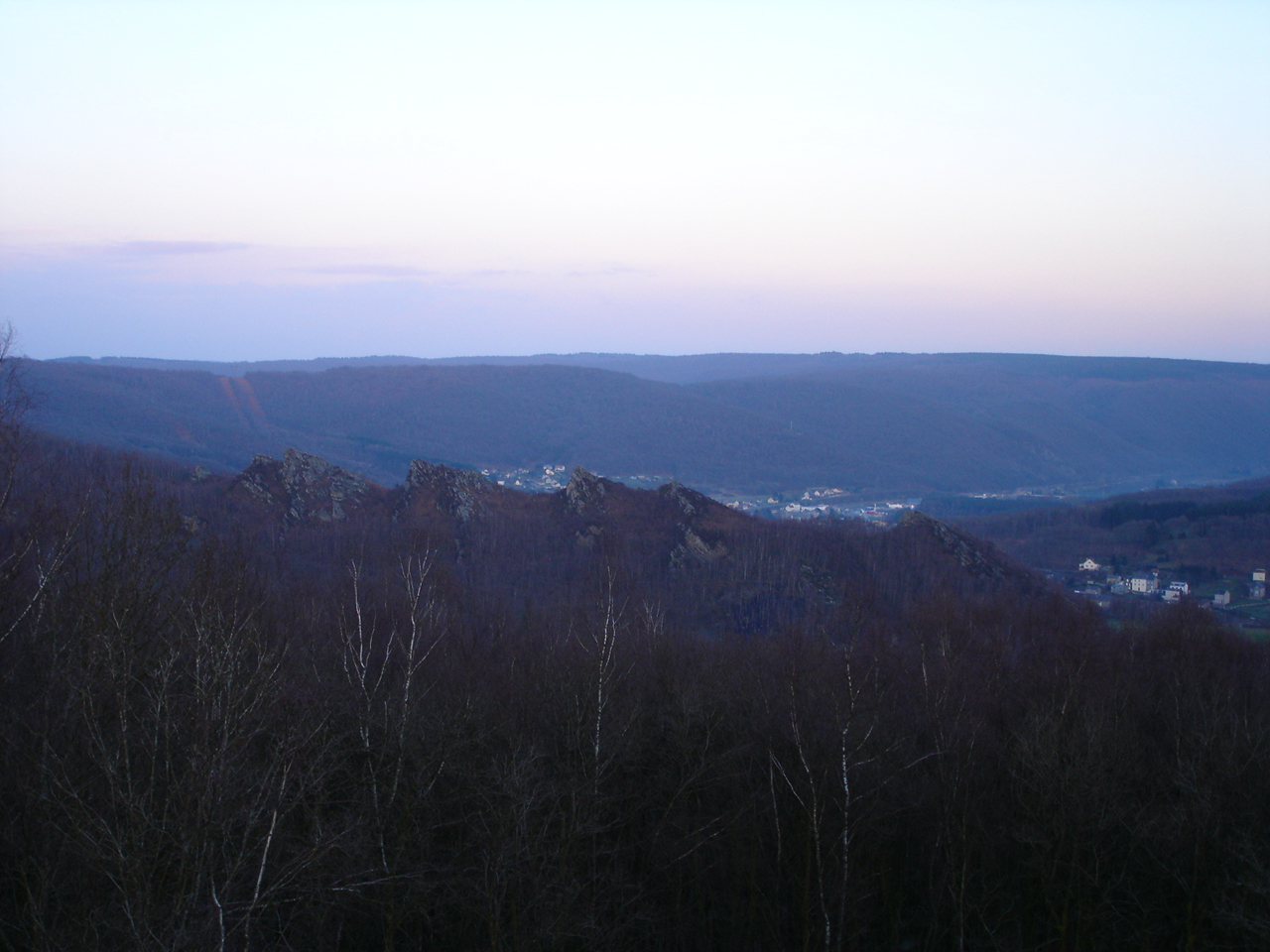
Vue du site des 4 fils Aymon.

La commune de Monthermé offre, par sa position géographique au confluent de la Meuse et de la Semoy et son implantation dans une boucle de la Meuse, un ensemble de points de vue permettant de voir la commune sous différents angles : 
- Roche à sept heures et Longue-Roche : « Boucle de la Meuse ».
- Roche Roma : nouveau barrage de Monthermé et commune de Deville.
- Roche aux sept villages : point d'orientation vers sept villages.
- Croix Sainte-Anne : confluence de la Meuse et de la Semoy et Monthermé.

Certains de ces sites, comme celui de la Roche à 7 heures, permet également au promeneur d'observer des affleurements de schistes dont certains bancs ardoisiers qui ont été exploités dans ce secteur. Depuis ce site, le visiteur pourra également voir cette curiosité géologique, formée de bancs de quartzite évoquant, selon la légende, le passage des quatre fils Aymon dans la région (site situé et à voir sur la commune de Bogny-sur-Meuse).

#### Patrimoine naturel
- Les Marais des Hauts-Buttés, situés à une altitude de 470 m est une clairière de 30 ha constituée d'une lande tourbeuse humide. Les conditions écologiques particulières de l'endroit, sol acide, climat froid et humide donnent un intérêt botanique et hydrique du lieu[63].

#### Patrimoine religieux
À son origine, Monthermé compte deux bassins de population, établis autour de l'église Saint-Léger et de l'abbaye de Laval Dieu.
Église Saint-Léger

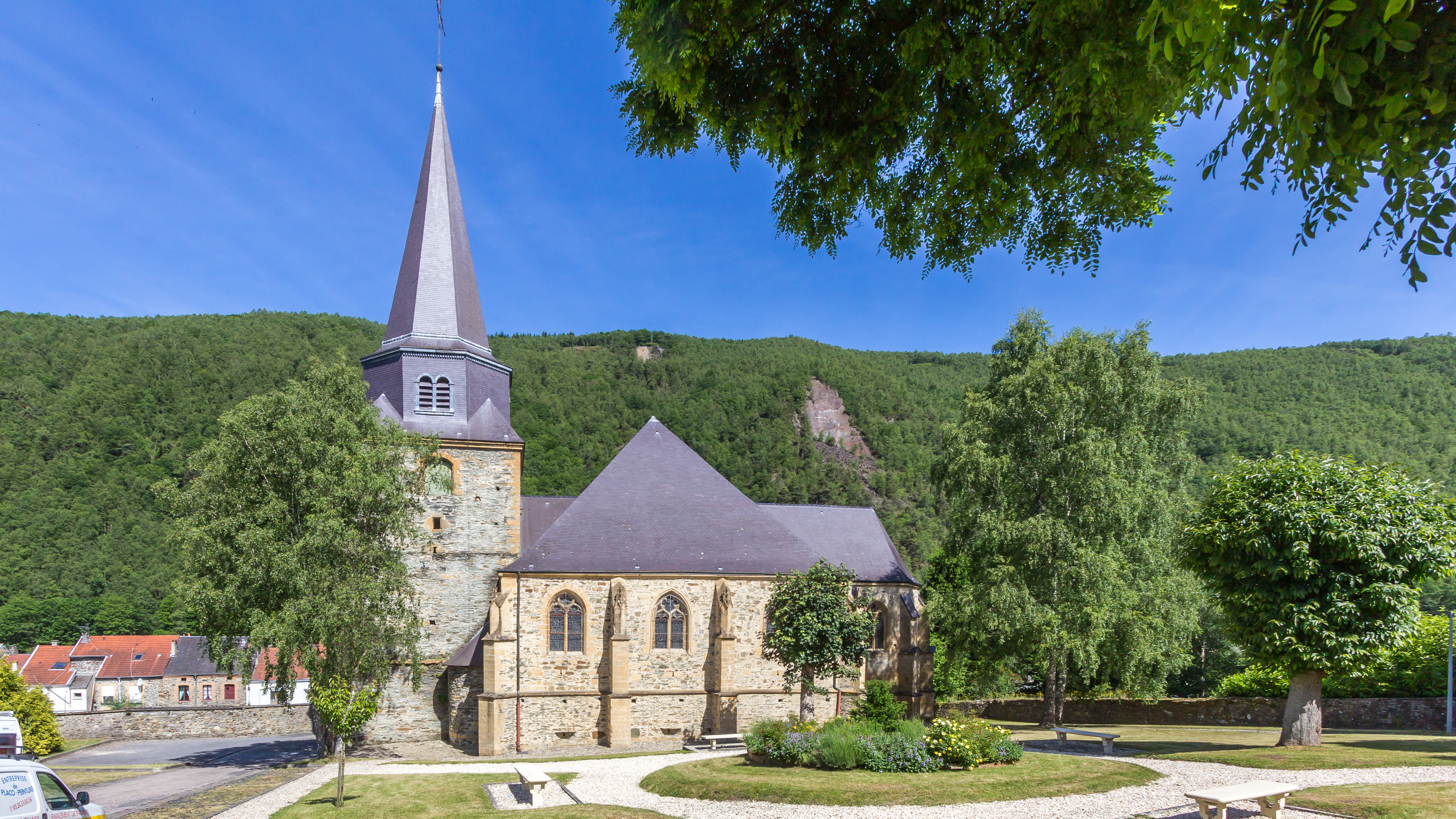
Église Saint-Léger.

L'église Saint-Léger est l'une des trois églises bâties sur la commune. Les parties les plus anciennes, comprenant le mur nord de la nef, la croisée du transept et le croisillon nord sont datés de la fin du XIIe siècle. L'édifice fut en grande partie détruit en 1445 par une incursion d'une bande de pillards nommés les Écorcheurs à la solde d'un prince de Liège. Reconstruite, elle fut consacrée en 1452 par l'archevêque Jean II Jouvenel des Ursins. L'édifice connut plusieurs modifications, notamment durant les Guerres de religion où il fut fortifié.
À l'intérieur, on peut observer une cuve baptismale fin XIIe siècle-début XIIIe siècle. Le maître-autel, en marbre, aurait été réalisé en 1783 par un artiste de Charleville-Mézières, François Feuillat. À voir également, les fresques du XVIe siècle.
L'édifice a été classé au titre des Monuments historiques en 1959.
Abbaye de Laval Dieu

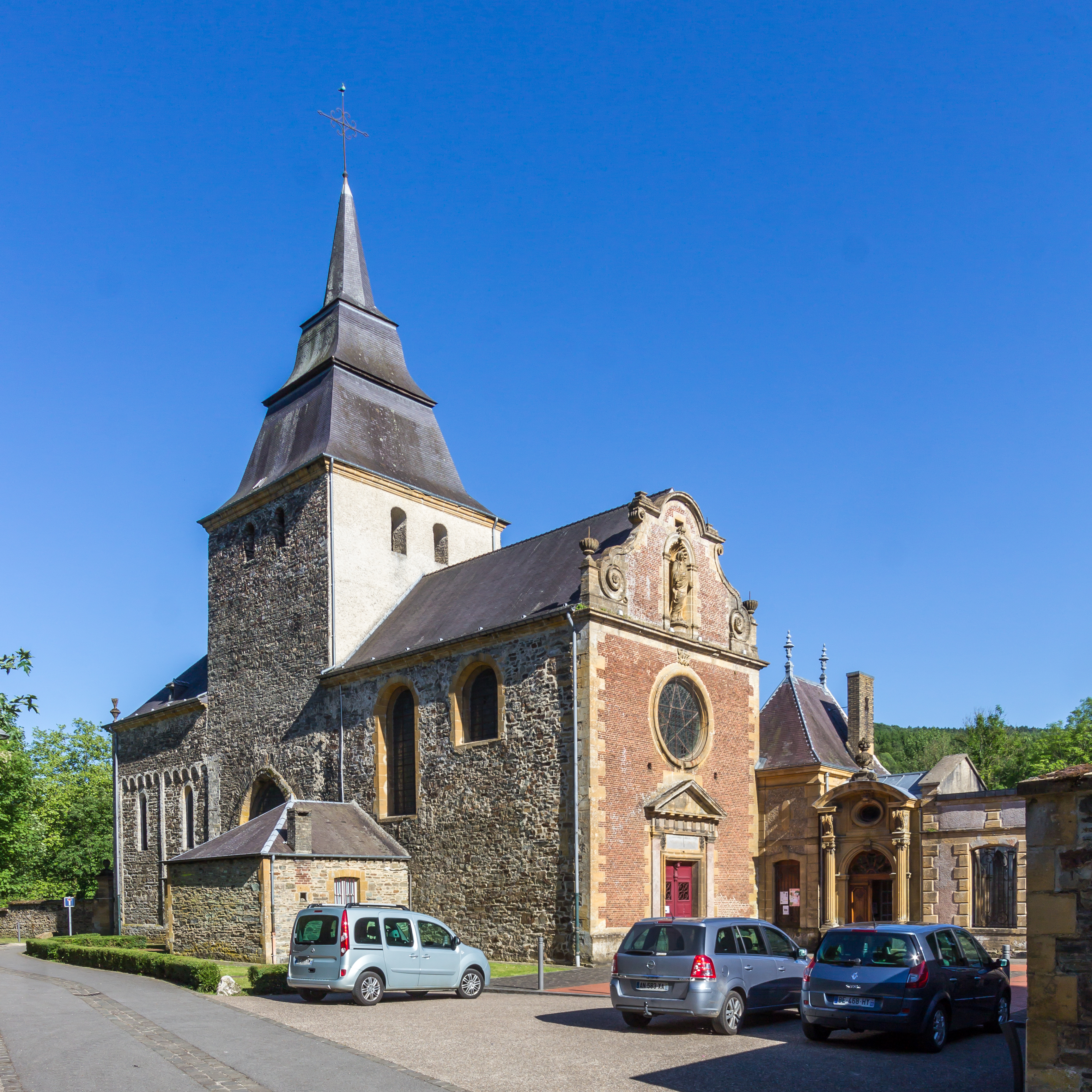
Abbaye de Laval Dieu.

L'abbaye fut fondée en 1128, à la « Bouche de Semoy » au confluent de la Meuse et de la Semoy par Ithier (Whiter) dit le Dévot. L'église de la communauté de chanoines prémontrés fut détruite par un incendie volontaire durant la nuit du 16 au 17 août 1696. La façade ouest de l'édifice fut réparée trois ans plus tard.
C'est au sein de cette communauté qu'Étienne Nicolas Méhul s'exercera, sous la direction du chanoine allemand Hanser Guillaume. Seul le buffet de cet orgue (1771) subsiste aujourd'hui. On peut aussi y voir des boiseries du XVIIIe siècle ainsi que plusieurs dalles funéraires.
La communauté est dissoute à la Révolution française, les biens vendus. Les bâtiments sont transformés et détruits, dont une grande partie le 15 mai 1940.
L'église, les ruines de la maison canoniale et le sol du jardin jusqu'à la Semoy ont été classés au titre des Monuments historiques en 1963.
Église Saint-Antoine des Hauts-Buttés
Sur les Hauts, l'écart des Hauts-Buttés (altitude 500 m) est, depuis le XVIIIe siècle, un lieu de culte, l'église Saint-Antoine des Hauts-Buttés  dédiée à saint Antoine de Padoue y est située.

#### Autres curiosités
Dans la rue principale on peut encore voir :
- Une girouette à la place de la grande cheminée d'une ancienne brasserie.
- La façade de l'ancienne coopérative ouvrière datant de 1910.
- La Maison du Peuple (1911).
- La façade de la coopérative La Ruche (1906).

### Personnalités liées à la commune
- Hubert Gobert (1420-1497), abbé de Laval Dieu, puis abbé général de l'ordre des Prémontrés
- Joseph-Auguste Desrousseaux (1753-1838), homme politique, copropriétaire des glaces et verreries de Monthermé.
- Étienne-Nicolas Méhul (1763-1817), compositeur d'opéras, y étudia.
- Georges Scheyermann (1767-1827), musicien, y naquit
- Jules François Riché (1815-1888), membre du conseil général des Ardennes pour le canton de Monthermé, député des Ardennes, président de section au Conseil d'État
- William Degouve de Nuncques (1866-1935) : peintre symboliste, et post-impressionniste, connu pour ses paysages du Brabant et ses sujets mystiques et religieux. Présent aux musées de Bruxelles, Anvers, Ixelles.
- Louis-Édouard Taton-Vassal (1881-1938), député sous la Troisième République, est né dans la commune.
- Julien Gracq (1910-2007), écrivain, y a situé l'action de son roman Un balcon en forêt. Monthermé y apparaît sous le nom de Moriarmé.
- Roland Pérot (1910-1956), résistant, officier mort pour la France au Maroc. Une rue porte le nom du commandant Roland Pérot à Revin.
- Pascal Boillet artiste peintre illustrateur, dont l'art tourne autour des deux grandes guerres et le monde merveilleux peuplé de dragons, elfes, nains et créatures fantastiques[66].

### Héraldique
| Armes de Monthermé | Les armes de Monthermé se blasonnent ainsi : De gueules à la bordure engrêlée d'argent. |

### Galerie photo

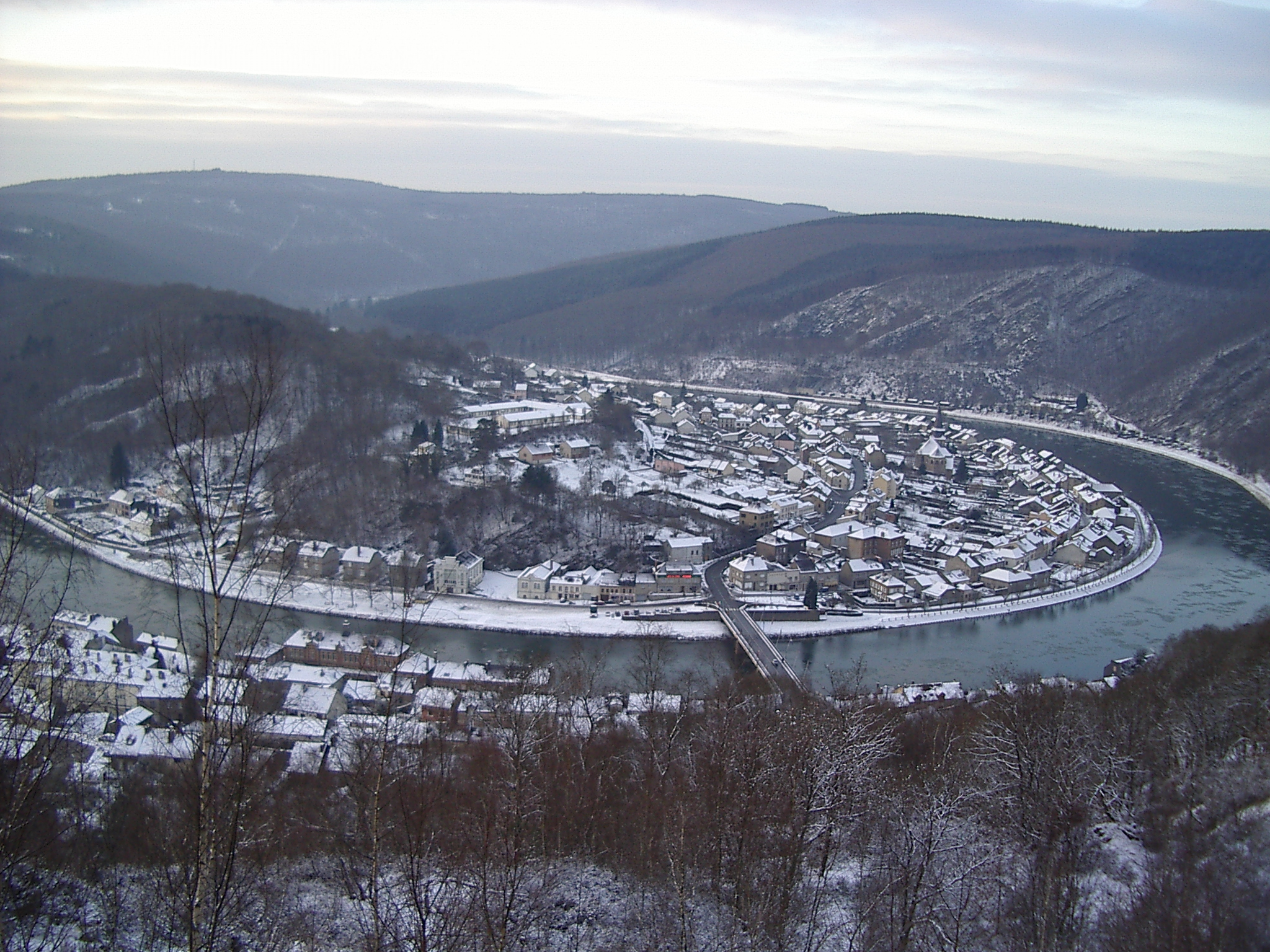
La boucle de la Meuse sous la neige.
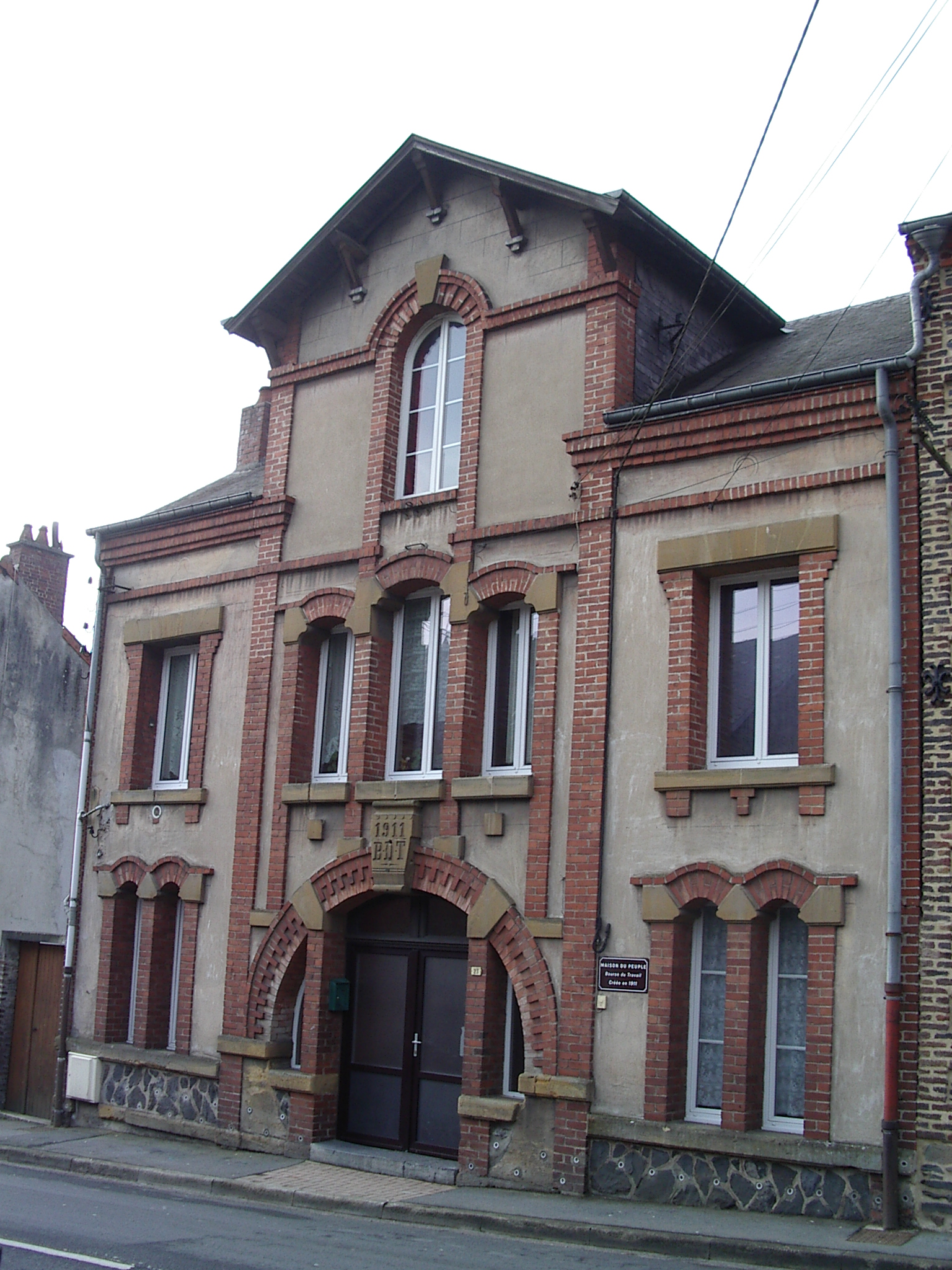
Maison du Peuple (1911).
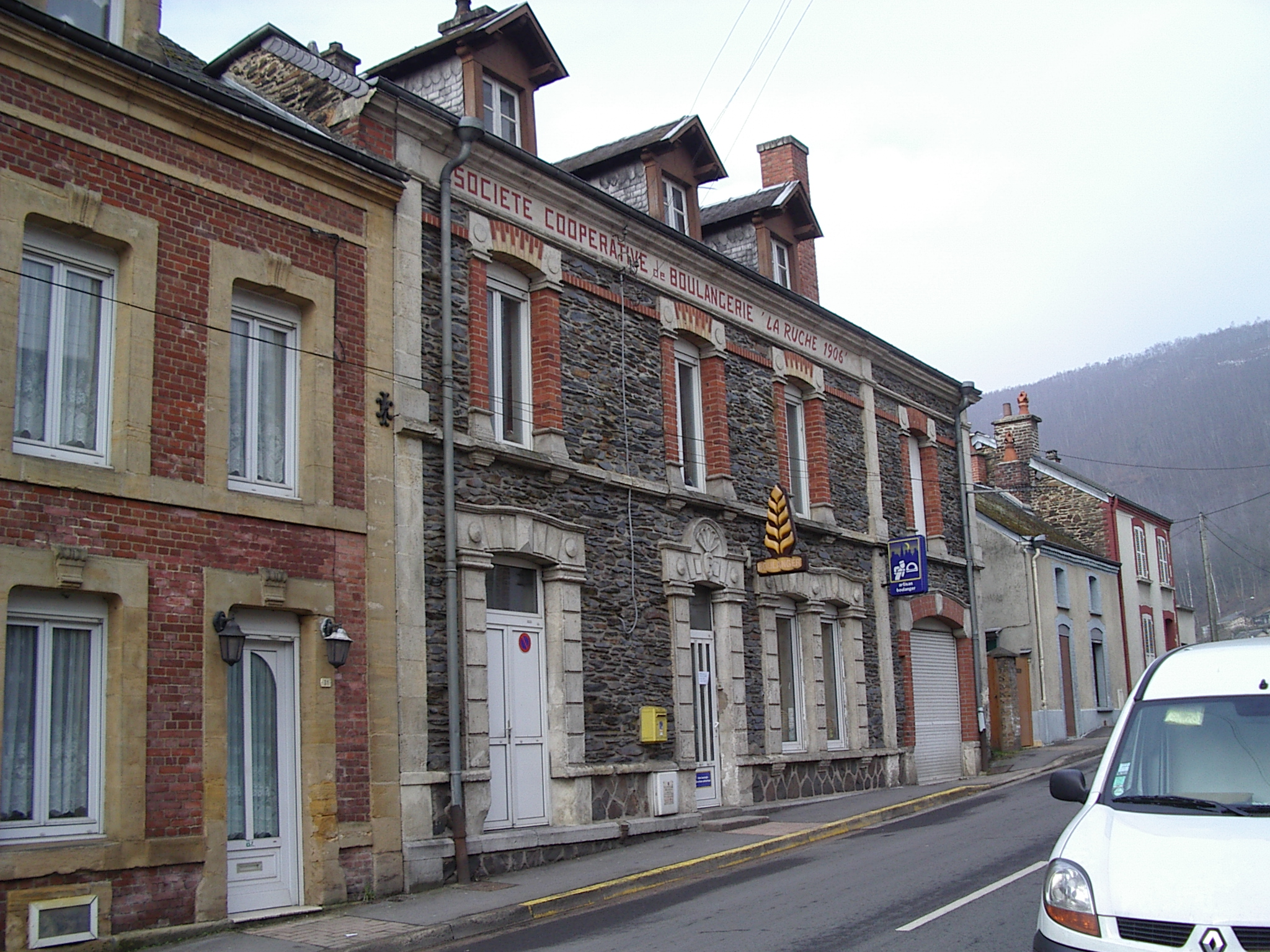
La Ruche société coopérative (1906).
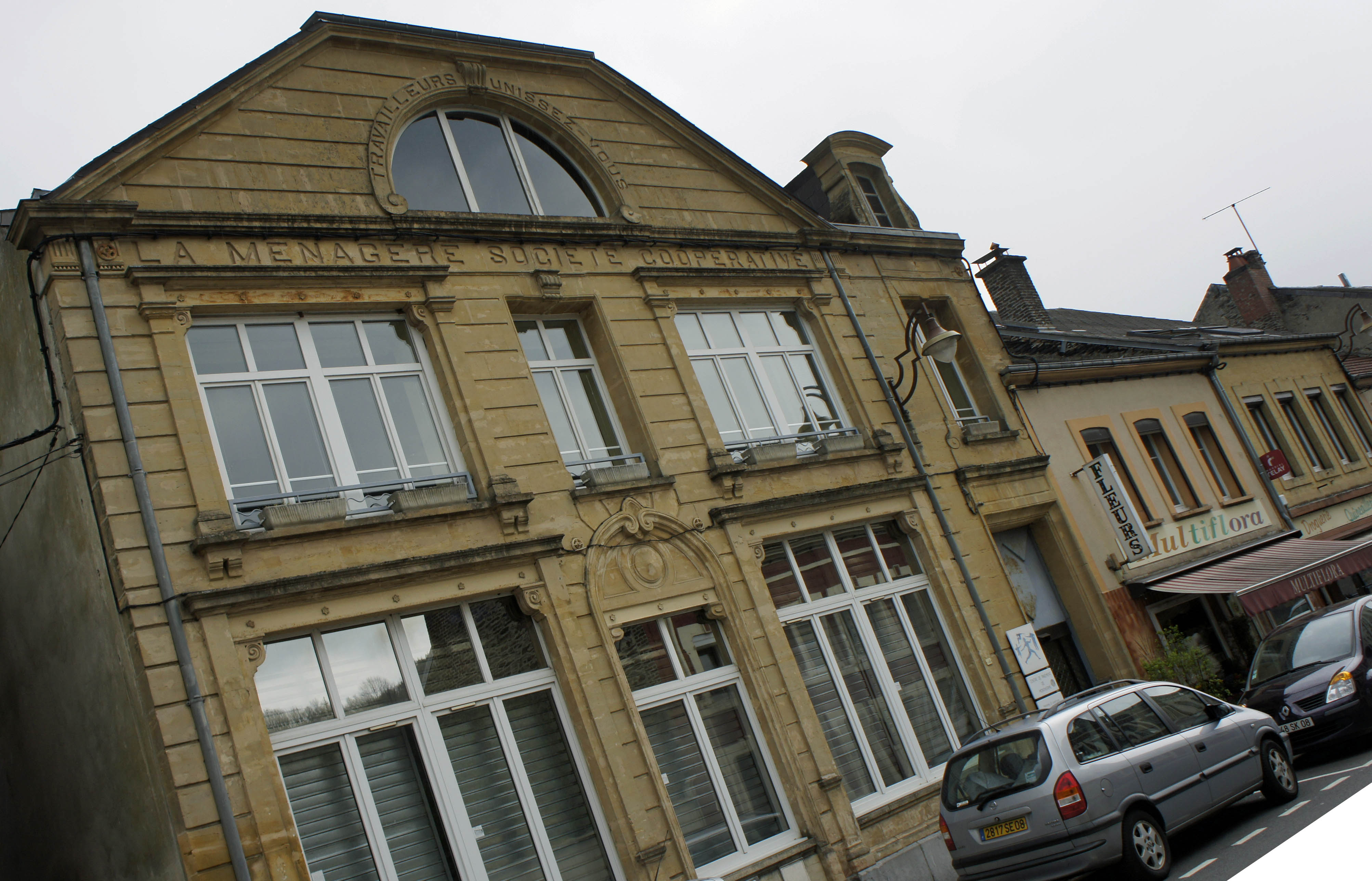
La ménagère société coopérative (1910).
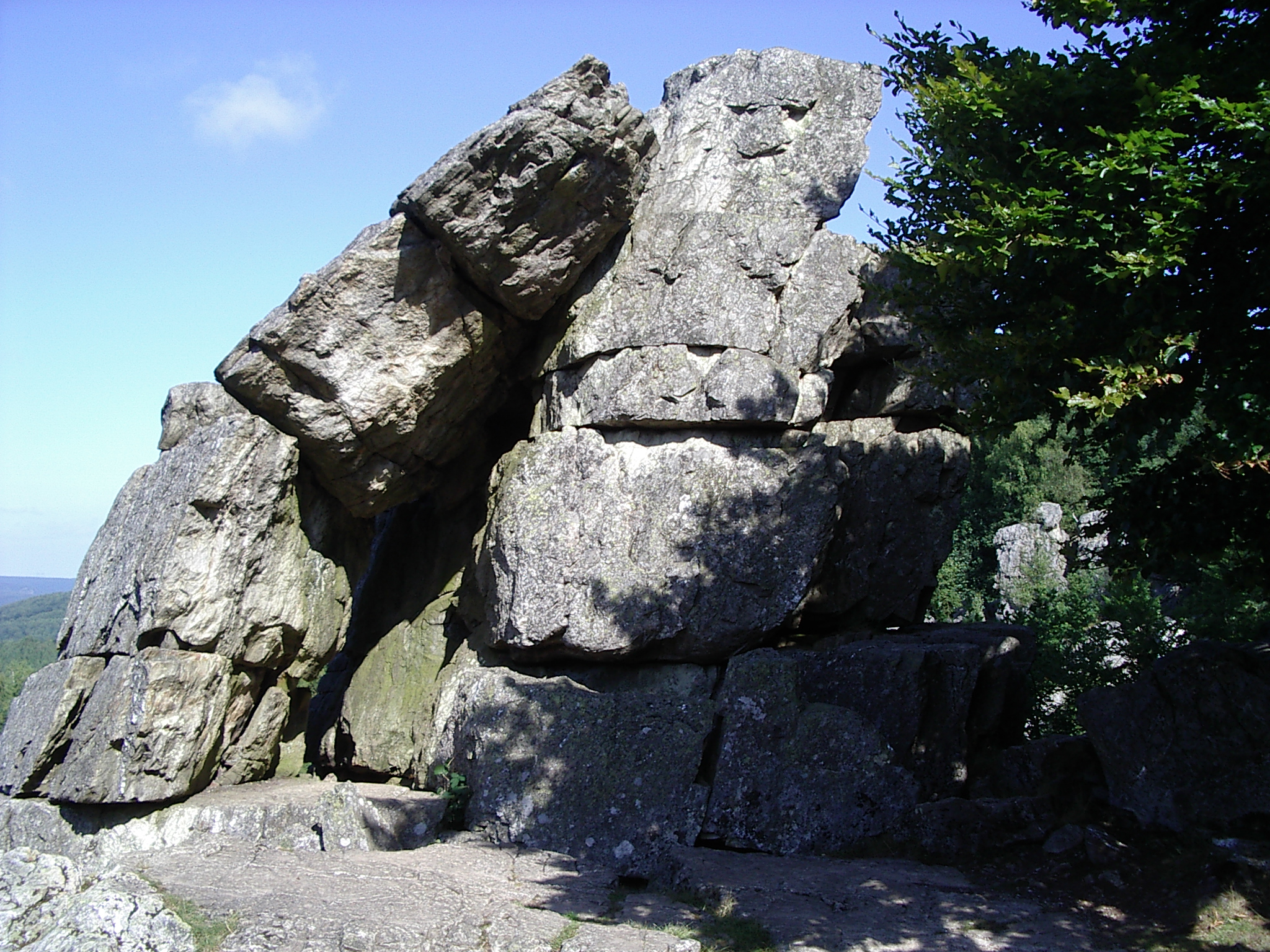
Roc la Tour..
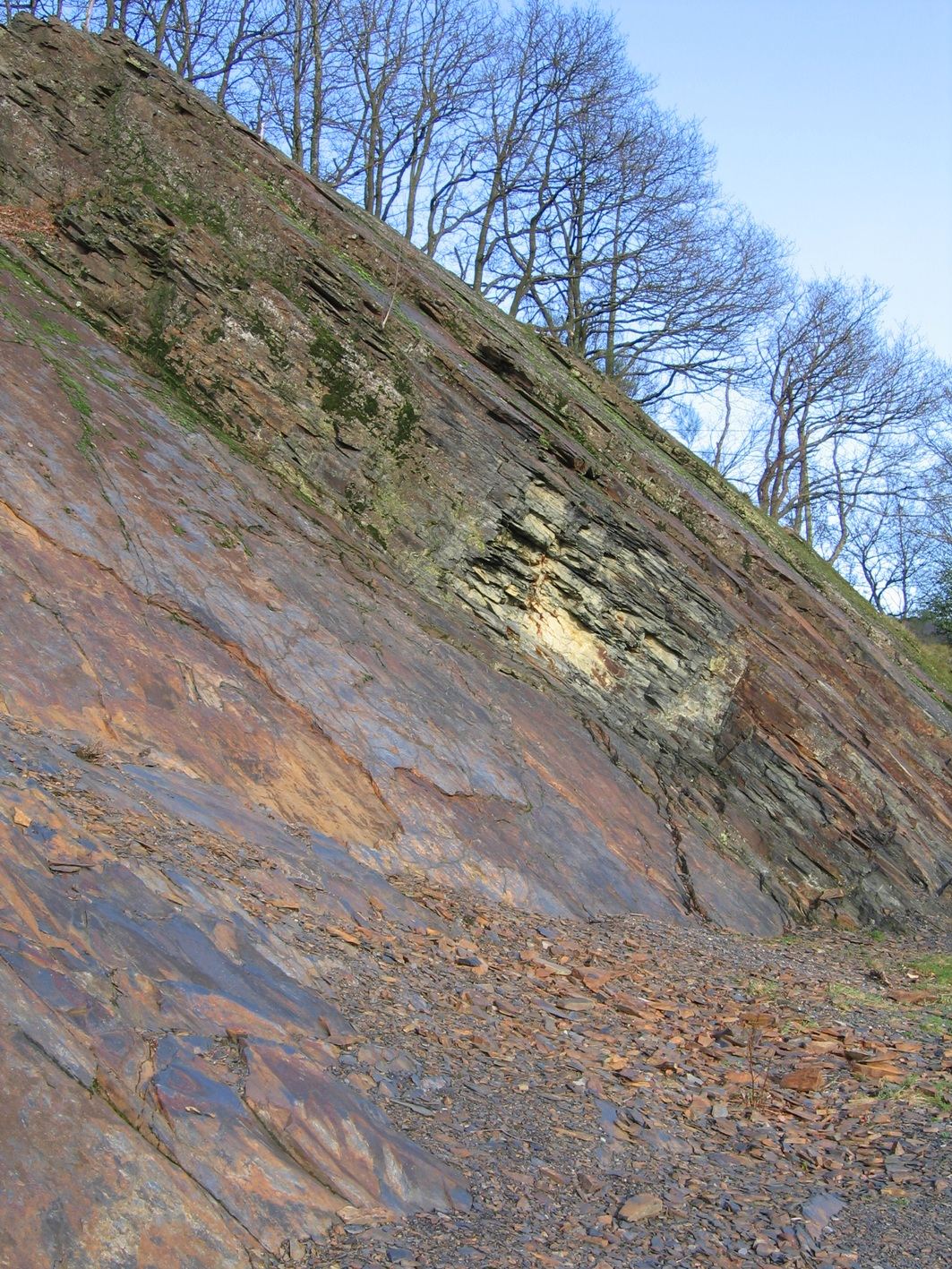
Affleurement de schiste sur le site de la Roche à 7 heures.